# Irgun
El Irgun (en hebreu: ארגון) el seu nom complet és Irgun Tsevaí Leümí (en hebreu: ארגון צבאי לאומי), «organització militar nacional») de vegades abreviat en I.Z.L., acrònim lexicalitzat ell mateix en Etsel (en hebreu: אצ"ל), fou una organització armada sionista al Mandat Britànic de Palestina, nascuda en l'any 1931 d'una escissió del Haganà, i dirigida a partir de 1943 per Menahem Beguín. Ideològicament, afirmava estar a prop del partit de la dreta nacionalista, el partit revisionista, sobretot a partir de 1937, i tenia com a objectiu la construcció d'un Estat jueu sobre les dues ribes del riu Jordà (incloent-hi l'actual Jordània). Després de la proclamació de l'Estat d'Israel en 1948, la majoria dels elements de l'IZL van ser integrats dins de l'exèrcit regular. Els antics membres de l’Irgun van crear majoritàriament a finals de 1948 el partit Herut («Llibertat»), que és la matriu de l'actual Likkud, partit de la dreta israeliana.

## La creació de laHaganà(1920)

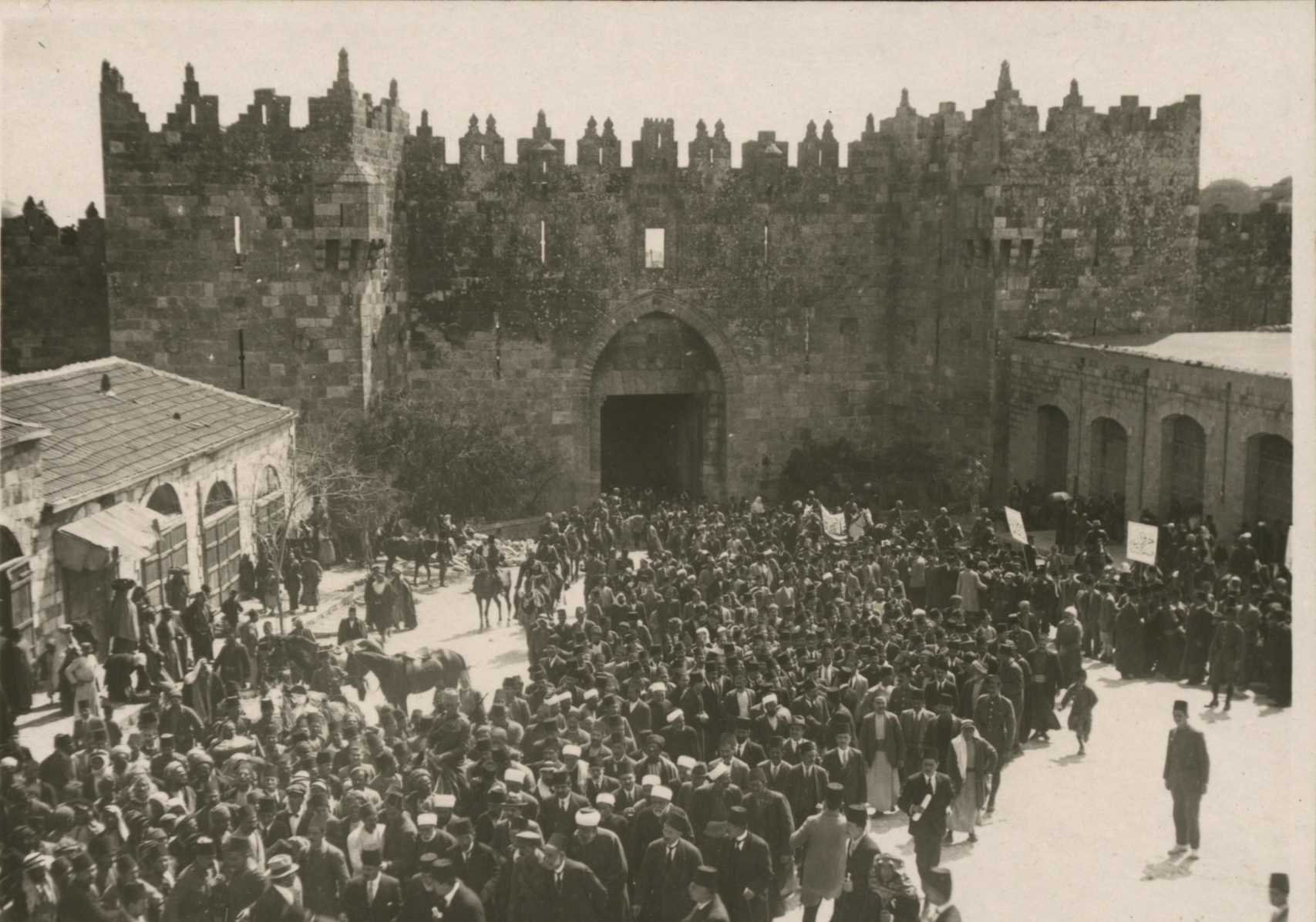
Manifestació antisionista a la Porta de Damasc, a Jerusalem, el 8 de març de 1920.

La Haganà fou un grup d'autodefensa jueva creat el 1920 a Jerusalem per militants sionistes, en resposta als aixecaments antijueus i antisionistes duts a terme pels nacionalistes àrabs.
Vladimir Jabotinski, sionista de dreta i futur inspirador de l’Irgun, va jugar un cert paper en la creació de l'organització, en organitzar grups d'autodefensa a Jerusalem. Però foren els partits d'esquerra, en particular el ha-Poel ha-Tsaïr i l’Ahdut ha-Avodà, els que agafaren les regnes de la jove organització. El desembre de 1920, fou col·locada sota control de la Histadrut, el sindicat de l'esquerra sionista. L'organització s'estengué ràpidament al conjunt del Yixuv (comunitat jueva al Mandat Britànic de Palestina), sobretot després dels nous aixecaments de 1921.
Ràpidament, militants de tots els orígens, però sobretot d'esquerra, s'integren l'organització. L’Haganà i la Histadrut són així organitzacions «unitàries», que reagrupen els diferents partits d'esquerra (en particular l’ha-Poel ha-Tsaïr i l’Ahdut ha-Avodà).
Els britànics no oficialitzen l'organització, però la toleren més o menys.
La Haganà organitza les guàrdies i les patrulles al voltant dels assentaments jueus. Però de 1921 a 1929, la situació en termes de seguretat és bastant tranquil·la, i l’Haganà està poc activa.

## L'escissió de laHaganà(1931)

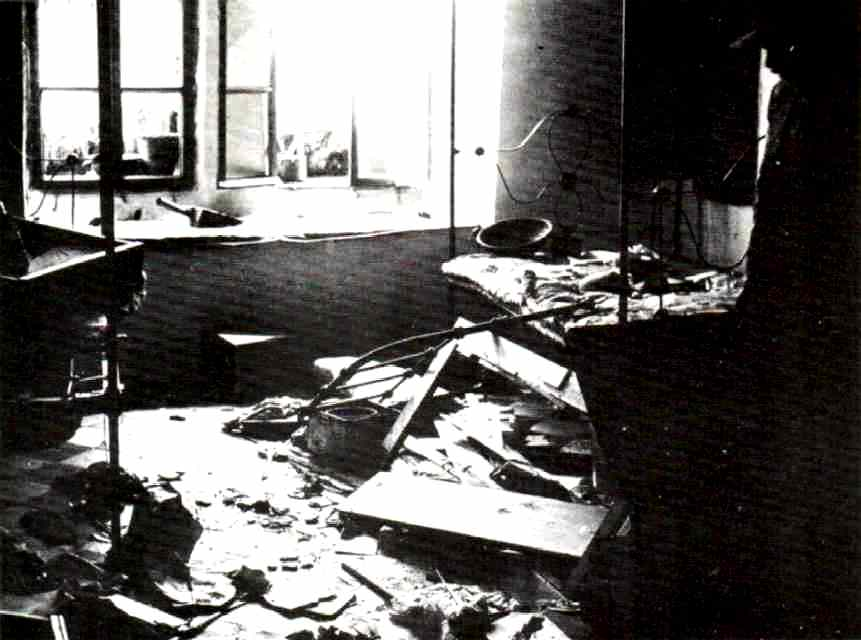
Destruccions després dels aixecaments d'Hebron.

Entre 1929 i 1931, es produeixen una sèrie d'aixecaments nacionalistes àrabs antijueus, que fan desenes de morts. Aquests aixecaments tenen dues conseqüències : la voluntat de fer de l’Haganà l'organització comuna del Yixuv, però també la seva escissió.

### La unitat
Els aixecaments posen ràpidament en relleu la necessitat per al Yixuv de tenir una organització de defensa comuna, que no sigui només l'emanació dels partits d'esquerra. L’Haganà ja no pot ser, doncs, només l'emanació de la Histadrut.
Després de dos anys de negociacions entre partits, la direcció de l’Haganà passa el 1931 de la Histadrut a l'Agència jueva (executiu sionista a Palestina). L'Agència jueva és en efecte una organització oficialment no partidista, que reagrupa esquerra i dreta. Però com és dominada per l'esquerra, la dreta ha exigit un dret de vigilància. Un comitè paritari és doncs creat. És l'òrgan de supervisió política de l’Haganà, constituït a parts iguals per sis membres polítics : tres representant l'«esquerra» (entre els quals Eliayhu Golomb i Dov Hoz) i tres representant la « dreta » (entre els quals Saadya Shoshani i Yissaschar Sidkov).
Però aquest canvi i aquest paritarisme són més simbòlics que pràctics : els mateixos homes, més aviat a l'esquerra, es queden al comandament.
La direcció de l'esquerra socialista, que ostentava el poder a la Histadrut, s'havia fusionat en efecte en el si del Mapai, el 1930. El Mapai va prendre aleshores la direcció de l'Agència jueva i de l'Organització sionista mundial, en aliança amb els centristes liberals (sionistes generals). David Ben-Gurion va dirigir la Histadrut de 1921 a 1935 (i per tant l’Haganà fins a 1931). És ell que pren la direcció de l'Agència jueva de 1935 a 1948 (i per tant de nou de l’Haganà).

### L'escissió

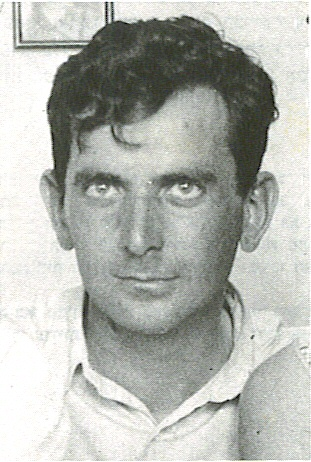
Avraham Tehomi, creador i dirigent de lIrgun, de 1931 a 1937.

Els aixecaments àrabs de 1929 provoquen divergències al si de l’Haganà. Yosef Hecht, cap de l’Haganà, és destituït per David Ben-Gurion, responsable de la Histadrut, l'autoritat de tutela de la Haganà, i allò malgrat el suport dels seus oficials, entre els quals Avraham Tehomi En aquell temps comandant adjunt del districte de Jerusalem.
Després dels aixecaments, sempre el 1929, Tehomi és anomenat comandant de la zona de Jerusalem, però la tensió augmenta entre un bon nombre d'oficials dirigents i les polítiques de la Histadrut. Molts consideren en efecte que són «embridats» per les consignes polítiques restrictives.
La Haganà havia desenvolupat en efecte, àmpliament a petició de la Histadrut, una doctrina d'utilització de la força armada, batejada la Havlagà («retinguda»):
- per a la defensa, en el moment d'un atac àrab;

- per a represàlies, però dirigides sobre antics agressors identificats.

Ben sovint, els agressors no podien ser identificats, i va aparèixer un corrent al si de l'organització, que predicava represàlies contra les poblacions que «sostenien» els agressors, és a dir, de manera potencial, contra tot civil àrab palestí. «Contràriament a l'esperit pacifista que - ostensiblement - prevalia al si de la comunitat jueva a Palestina i influenciava el clima de l’Haganà en aquell temps, aquest grup era impregnat d'un incomparable esperit "militarista" ».
Agreujant les divergències tàctiques, l'element detonant de l'escissió va ser la suspensió de Tehomi després d'atacs d'aquest l'octubre de 1930 contra els «Jesuïtes socialistes anglesos, que manifestaven la més viva simpatia per les "desgràcies" dels àrabs, però tancaven els ulls davant les porqueries de les quals eren culpables a les Índies, a Egipte i en altres països.» Aquestes paraules són interpretades com un atac en regla contra el socialisme en general i el moviment obrer jueu en particular, el qual dirigeix en aquell temps l’Haganà a través de la Histadrut.
«Avraham Tehomi va ser suspès. L'abril de 1931 [l'any de la transferència de l’Haganà sota el control de l'Agència jueva], després de llargues tractacions, Tehomi i dinou oficials que s'havien solidaritzat amb ell, van presentar la seva dimissió. Al voltant d'aquest nucli, Tehomi va fundar algunes setmanes més tard » una nova organització.
Aquesta pren el nom de Haganà Bet (Haganà « B »), abans de canviar de nom a «Haganà Leümit» («Haganà nacional»). Ràpidament, un altre nom comença a ser utilitzat : Irgun Tsevaí Leümí («Organització militar nacional»), de vegades Irgun Bet (« organització B»). Irgun Tsevaí Leümi és exclusivament utilitzat a partir de 1936-1937.
A la pràctica, el rebuig de l’Havlagà no té gaire conseqüències, els atacs àrabs s'havien aturat abans de l'escissió. Però l’Haganà d'ara endavant, ja no estarà sola en lliça al camp sionista.
L'«Haganà nacional» no és del tot una organització de dreta, però els simpatitzants del Partit revisionista (el partit de la dreta sionista) hi són nombrosos. Vladimir Jabotinsky, el seu cap, entra d'altra banda al «Comitè de tutela» (un comitè de supervisió política) de la nova organització en 1933, al costat del Mizrahí (sionistes religiosos), dels sionistes generals (centristes) i del petit « Partit de l'Estat jueu». En aquesta data, Jabotinski és encara molt reticent, i va vacil·lar molt a sostenir l’« Haganà nacional» preferint l'opció de veure els britànics sostenir la integració de forces jueves al si de l'exèrcit britànic per fer-ne una muralla contra els àrabs.
L’Haganà, dirigida i dominada per l'esquerra, no és tanmateix una organització que recluta només a l'esquerra, ja que militants de dreta i sobretot del centre (sionistes generals) s'hi van quedar.
La nova organització és en principi poc important, molt concentrada a Jerusalem, l'antiga zona controlada per Tehomi. «Les personalitats dominants del grup van ser David Raziel, Avraham Stern, Hillel Kook i Hayim Shalom Halevi. Amb el pas dels anys, els rangs de l'Irgun van augmentar amb l'arribada de nous joves reclutes, en particular del moviment de joventut Betar, però també del Maccabi, una organització esportiva no partidària. Van ser establertes noves branques a tot el país (Tel-Aviv, Haifa i Safed), i l'Irgun va esdevenir un moviment nacional ».

## La Gran Revolta àrab (1935-1939)
.

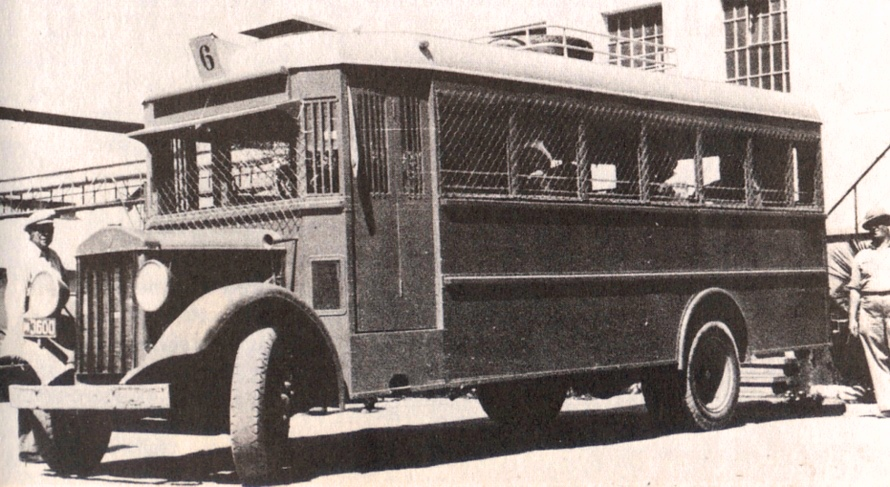
Bus jueu protegit amb reixes contra el llançament de pedres o granades

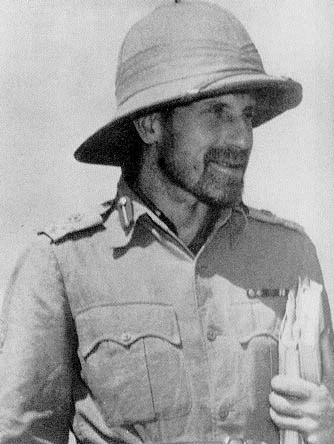
Orde Charles Wingate.

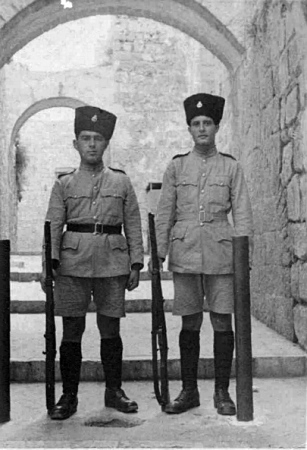
Dos Ghaffir (Policia auxiliar jueva), membres del Notrim.

La Haganà nacional, o Irgun té una feble activitat de 1931 a 1935, a conseqüència de l'absència de conflicte obert amb la població i els militants nacionalistes àrabs palestins. El 1933, s'estima que té uns 300 homes, la majoria joves sense experiència militar, sovint obligats a entrenar-se amb armes de fusta ». D'altra banda, « la Histadrut va boicotejar els membres de l'Irgun, que eren [sovint] empleats en la construcció o l'establiment de carreteres, i els va impedir de trobar una feina ».
Però des de finals de 1935 fins a 1939, els àrabs palestins es revolten contra la potència mandatària britànica i la implantació sionista (la població jueva va passar de 80.000 persones el 1918 a 175.000 el 1931 i 400.000 el 1936). Diversos centenars de jueus són morts en el transcurs del període.
Aquest aixecament té tres conseqüències majors per a les organitzacions armades :
el reforç militar de la Haganà  : aquesta es mostra bastant eficaç per bloquejar els atacs àrabs, donar seguretat als punts aïllats, i llançar raids de represàlies contra els militants nacionalistes àrabs. Atreu noves adhesions i compta aviat amb desenes de milers de membres (dels quals només una minoria són combatents stricto sensu). Coopera igualment de manera quasi oberta amb els britànics que es basen àmpliament en ella i en les seves xarxes d'informacions en la repressió del nacionalisme àrab palestí. Els britànics armen i entrenen igualment diverses unitats compostes de jueus com el Notrim («els guardes»), una policia auxiliar jueva que comprèn aproximadament 3.000 homes, o els (anglès) Special Night Squads («esquadrons de nits especials») dirigits pel major britànic Orde Charles Wingate, un simpatitzant sionista;
l'escissió de la Haganà nacional : davant l'augment de força de la Haganà, fins i tot «limitada» per la Havlagah, una part de l’Haganà nacional decideix d'aliar-se amb l’Haganà per oferir un front comú als atacs àrabs. A partir de 1936, Avraham Tehomi compromet negociacions en aquest sentit. És convocat a París per Vladimir Jabotinski, que exigeix d'ell una adhesió oficial al revisionisme (allò que l'Irgun mai no havia fet) i a la seva autoritat política. Tehomi declara acceptar, però passa finalment a l’Haganà l'abril de 1937 amb un 40% de les seves tropes (1.300 homes). El «Comitè de tutela» polític esclata. Els partits diferents del Partit revisionista el deixen. L’Haganà és reforçada, tant políticament com amb molts combatents;
la radicalització de l'Irgun  : després de l'escissió de 1937, l’Haganà nacional tan sols utilitzarà el nom d'Irgun Zvai Leumi (IZL). Havent trencat amb els sionistes generals i els sionistes religiosos, l'organització es fa llavors clarament l'ala militar del moviment revisionista, però amb una potència ben menor que la de l’Haganà.
Malgrat aquest lligam ideològic clar, la influència de Jabotinski al si de l'organització és més teòrica que real (ja no té el dret de penetrar a Palestina des de 1929).

### Objectius polítics

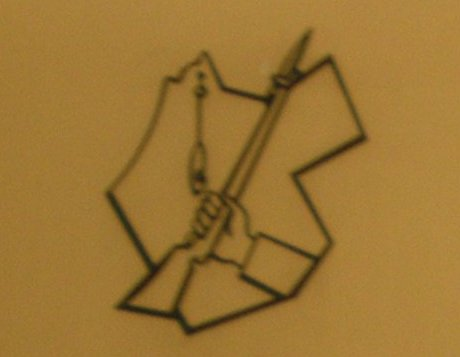
Un logotip de lIrgun amb el territori reivindicat - detall d'una placa commemorativa.

La Haganà beth creada el 1931 era essencialment una organització militant, amb objectius operacionals immediats, però sense ideologia ni objectius polítics molt estructurats. Després de la sortida de Tehomi i dels seus partidaris, l'Irgun s'alinea molt ràpidament i definitiva amb els objectius polítics del sionisme revisionista: construcció d'un Estat jueu en Érets Yisrael (la «terra d'Israel»), liberalisme polític i econòmic, i finalment immigració jueva màxima.

Mandat de Palestina de 1920 (Conferència de San Remo (1920)) a 1922.

En relació amb la qüestió territorial, els principis són igualment bastant similars, però les divergències pràctiques són més importants. Tant l'esquerra com la dreta reclamen un Estat jueu sobre el conjunt d'Érets Yisrael. Tanmateix, en la tradició jueva, les fronteres de la «terra d'Israel» no són clarament definides, en particular a l'est. El 1920, els britànics creen una entitat administrativa anomenada «Palestina», que engloba el futur Mandat Britànic de Palestina així com l'actual Jordània. Aquest territori és llavors acceptat per l'esquerra i la dreta com l'encarnació de la «terra d'Israel». Des de 1922, els britànics en separen l'emirat de Transjordània (actual Jordània), aixecant les protestes de la dreta i de l'esquerra sionista. Aquesta última es decideix tanmateix al repartiment, quan la dreta sionista ho continua refusant. Reivindicarà encara oficialment Jordània fins i tot després de la creació de l'Estat d'Israel. Un dels logos de l'Irgun representa, doncs, una mapa de la Palestina de 1920 (Transjordània inclosa), barrada amb un puny que branda un fusell. Un dels logos del Betar, el moviment dels joves revisionistes reprèn igualment el mapa de Palestina de 1920. L'esquerra, per la seva part, admet des dels anys 1920 la creació de la Transjordània, fins i tot un de nou comparteix de la Palestina de 1922, hipòtesi evocada des de 1937 per la Comissió Peel. L'acord teòric entre dreta i esquerra sobre les fronteres d'Érets Yisrael trontolla, doncs, per la neta divergència sobre els compromisos acceptables en la matèria.
Les diferències són igualment febles en matèria de projecte polític. L'Irgun vol ser fidel a la ideologia liberal de Jabotinski : a favor de la democràcia i liberalisme econòmic. En el primer aspecte, no hi ha diferència notable amb l'esquerra, encara que les dues parts s'acusin regularment de ser antidemocràtiques : la «dictadura» de David Ben-Gourion és denunciada així, i aquest acusa els revisionistes de simpaties feixistes, qualificant fins i tot Vladimir Jabotinski de « Vladimir Hitler ». Més enllà d'aquestes violentes acusacions, que expressen fortes tensions entre organitzacions, no existeix el domini d'un corrent fonamentalment hostil al pluralisme polític en un o l'altre camp. L'esquerra socialista és globalment bastant hostil al model soviètic, i Jabotinski, que té relacions bastant cordials amb règims dictatorials fins i tot antisemites, com els règims polonesos o italià (en la segona meitat dels anys trenta), sempre va procurar de rebutjar les temptacions feixistes que existien al si del moviment revisionista. Aquesta ala que tirava a feixista es va encarnar en principi en el grup dels Birionim del començament dels anys 1930, i després de la desaparició d'aquests el 1933, va continuar existint a través de certs militants, com ara Avraham Stern, comandament de l'Irgun de la segona meitat dels anys trenta, i simpatitzant dels règims autoritaris europeus.
En el pla econòmic, els revisionistes i l'Irgun són liberals, molt hostils al socialisme predicat per l'esquerra, fins i tot si aquesta, amb el temps, arribés a donar suport a una economia mixta que barregés sector cooperatiu, sector d'Estat i sector privat, abans de donar suport a una verdadera economia col·lectivista.

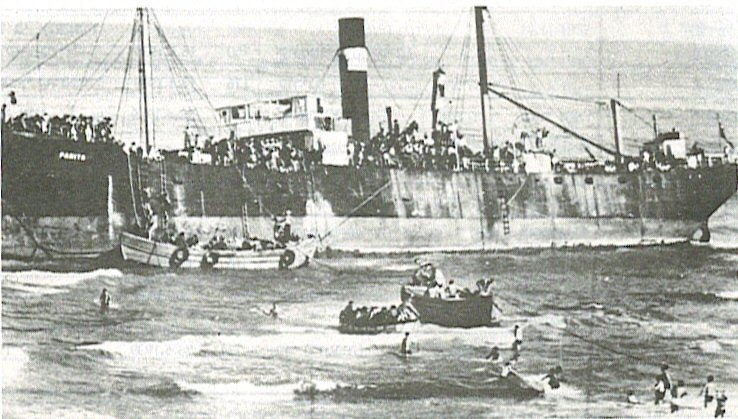
El Parita, un vaixell d'immigrants il·legals noliejat pel Betar el 1939.

El punt de vista i les pràctiques de l'esquerra i de la dreta són bastant propers en matèria d'immigració. Davant la insuficiència dels permisos d'immigrant atorgats per la potència mandatària respecte a les demandes dels jueus desitjosos d'anar-se'n d'Europa, les organitzacions sionistes de totes les obediències organitzen a partir dels anys 1930 i fins a la creació d'Israel el 1948 la immigració jueva clandestina. Encara que l'Irgun tenia els mitjans sensiblement més restringits que els de la Haganà i de la seva branca dedicada, el Mossad Le'aliyah Bet («institució per a la immigració B»), l'organització intenta, sola o amb organitzacions políticament properes (Betar, partit revisionista), d'ajudar a l'entrada a Palestina d'immigrants clandestins. Cal remarcar aquí el paper d'Eliyahu Lankin, a càrrec de la immigració il·legal al final dels anys 1930, a la vegada per al Betar o per a l'IZL, una unitat de comandament que mostra la interpenetració de les organitzacions revisionistes en la matèria.
Al final, els principis polítics de l'Irgun es mostren fidels a la ideologia nacionalista i liberal de Jabotinski. Les diferències de l'esquerra es refereixen en part als principis (essencialment la defensa de l'economia liberal), però sobretot en els mètodes : contra els compromisos territorials que considera, sovint a contracor, l'esquerra, i per una utilització més decidida de la violència armada, inclosos els civils àrabs. Aquestes diferències es compliquen encara més per vigoroses oposicions de persones i de conflictes entre organitzacions.

### El pla d'evacuació (1936-1937)

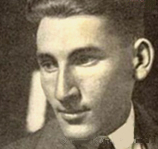
Avraham Stern, enviat especial de lIrgun amb les autoritats poloneses.

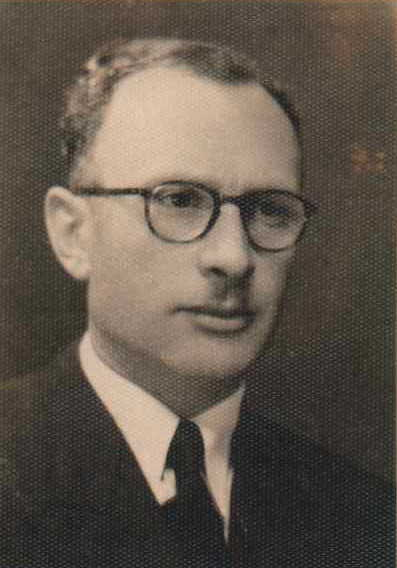
Eliyahu Lankin, oficial de l'IZL, participant en el curset de 1939 organitzat per l'exèrcit polonès.

El 1936, el govern polonès llança una campanya antijueva de gran envergadura. El partit al poder (OZON) prohibeix l'adhesió dels jueus el 1937. El govern empeny a l'emigració jueva, i indica fins i tot oficialment el 1938 que desitja «una reducció substancial del nombre dels jueus a Polònia », per sortides en massa cap a Palestina o l'Àfrica. Es posa en contacto amb el govern francès per explorar, sense èxit, la hipòtesi d'una acollida dels jueus polonesos a Madagascar.
Jabotinski decideix llavors incitar el Partit revisionista en la direcció d'un suport al govern polonès. Intenta convèncer aquest que és cap a Palestina que els Jueus han de ser dirigits. El govern el rep, i les dues parts es mostren amb molt de gust junts. L'objectiu de Jabotinski és de trobar un aliat per fer pressió sobre la Gran Bretanya, amb l'objectiu d'augmentar el nombre dels visats d'immigració que la potència mandatària limita clarament des del començament dels anys 1930 per tal de calmar l'oposició àrab.
Però més enllà del vessant polític, la col·laboració dels revisionistes amb Polònia té igualment una vessant militar. En resposta a les entrevistes d'octubre de 1937 entre Jabotinski i el cap dels exèrcits, el mariscal Rydz-Smigly i el ministre d'afers exteriors, el coronel Beck, és aportat un suport concret a l'Irgun. Avraham Stern s'encarrega de l'informe per part de l'IZL, en tant que enviat especial. S'hi aboquen diners el 1939. Cinc milles fusells són lliurats el mateix any. A la primavera 1939, l'exèrcit polonès dona a 25 oficials de l'Irgun «un curset d'entrenament militar i de sabotatge».
Si l'acostament amb el règim polonès va tenir certs avantatges per a l'Irgun (armes i entrenament), el cost polític és més aspre per a l'IZL i els revisionistes, molts jueus no van acceptar les bones relacions amb un règim que no amagava el seu antisemitisme (boicot de botigues jueves, quota de jueus a les universitats, fins i tot violències físiques - (79 morts entre 1935 i 1937)).

### L'Irguni la qüestió de la violència

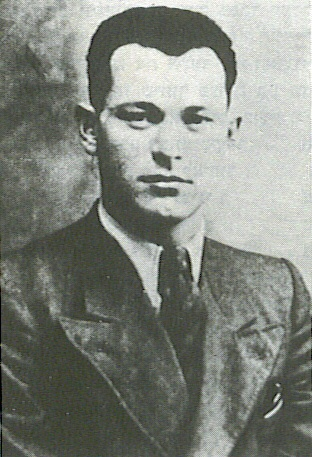
David Ratziel, cap de l'organització de 1938 a 1941.

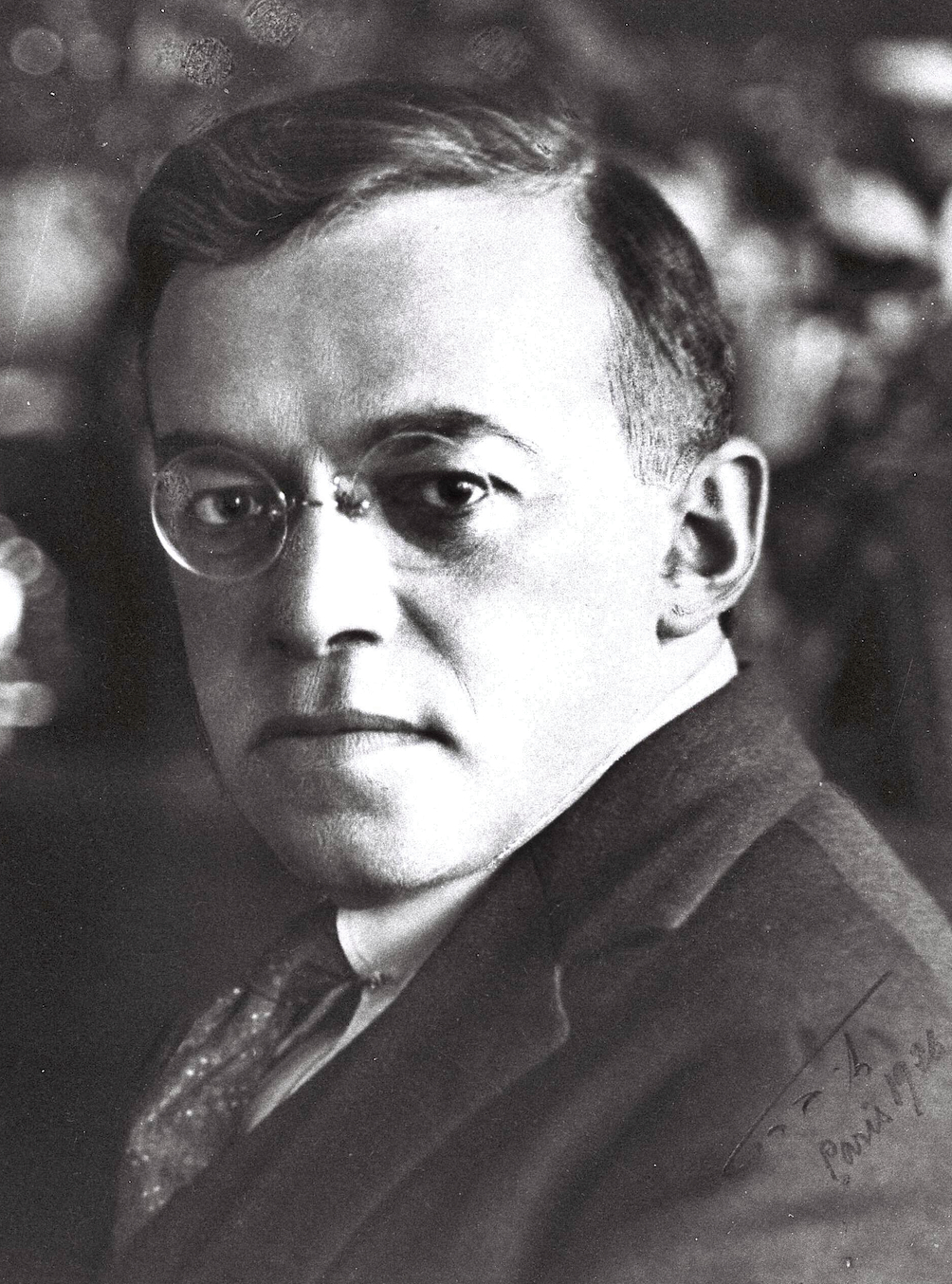
Zeev Vladimir Jabotinski.

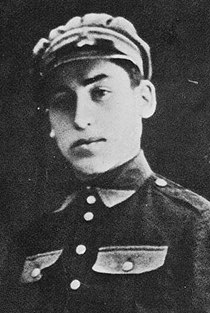
Shlomo Ben Yosef, penjat el 1938.

L'Irgun va començar una campanya contra els civils àrabs fins i tot abans de la sortida de Tehomi. Així el 16 d'abril| de 1936, en resposta a l'assassinat de dos jueus la vigília, l'Irgun abat dos treballadors agrícoles en un tarongerar.
La generalització dels atacs contra els civils data tanmateix de 1937, després de la sortida cap a l’Haganà de Tehomi i dels seus partidaris. En 1936, Jabotinski juga d'altra banda encara un paper moderador, adjurant «els seus partidaris de fer prova de retenció, tant de temps que existirà una possibilitat de reconstituir una Legió jueva amb el suport de la Gran Bretanya ».

Però després de l'escissió, la moderació és qüestionada. Jabotinski escriu a la direcció de l'IZL 
| « | si els disturbis es reprenen i s'acompanyen d'atacs contra jueus, no us retingueu pas | » |

. A Alexandria, el juliol de 1937, indica tanmateix a les seves tropes que prefereix evitar el terrorisme cec : «No veig cap heroisme a disparar sobre un fellah que ha vingut a vendre els seus llegums a Tel-Aviv, ni el benefici polític que en podríem treure ».
La qüestió de l'ús de la violència contra els civils àrabs per respondre a l'augment dels atacs contra els civils jueus sacseja l'organització tot 1937. Robert Bitker (un exoficial dels exèrcits blancs de la guerra civil russa) es fa el nou responsable de l'Irgun després de l'abril de 1937, on s'hauran quedat 1.700 combatents fidels. Poc apreciat pels seus homes, és reemplaçat a la tardor 1937 per Moshe Rosenberg. Hostil al terrorisme, aquest és ràpidament reemplaçat per David Ratziel el 1938. És aquest últim, encara no responsable nacional, sinó només comandant de la zona de Jerusalem, qui organitza les primeres represàlies a gran escala de l'IZL, en el moment del «diumenge negre », el 14, on vuit vianants (sis homes i dues dones) són abatuts.
Prova de la influència llunyana de Jabotinski, tanmateix cap polític oficiós de l'organització, és que l'Irgun es va llançar a la violència contra els civils palestins sense la seva autorització. Aquests atacs valen a l'Irgun la reprobació de les instàncies oficials del Yixuv i de la Haganà, així com la qualificació d'organització terrorista pels britànics. «Desenes dirigents del partit revisionista i del Betar són posats en detenció administrativa. S'instauren tribunals militars, la possessió il·legal d'armes es castiga amb la pena de mort. […;] L'Irgun ha d'interrompre els seus atacs a la fi de 1937 ». La decisió de Moshe Rosenberg és mal presa per molts membres de l'Izl, i explica per a una bona part la seva substitució per David Ratziel el 1938.

El 29 de juny de 1938, un militant de l'Irgun, Shlomo Ben Yosef, arrestat després d'un atemptat en 1937 és penjat pels britànics («havia disparat a un autobús àrab en el moment que passava. Cap dels passatgers no havia estat ferit »). La reacció de l'Irgun és violenta. Es va decidir de no apuntar als britànics, per no empènyer massa lluny el conflicte. Mentre que la Gran Revolta àrab es calmava, es va decidir que l'objectiu seria la població palestina : 
| « | cal crear una situació on la vida d'un àrab no valdrà més que la d'una rata. Així, tothom comprendrà que els àrabs són la merda, que som, nosaltres i no ells, els verdaders amos del país | » |

. Jabotinski aprova la nova orientació, no sense patiment. El balanç de les represàlies contra la mort de Ben Yosef és sagnant:
- cinc àrabs abatuts el 4 de juliol de 1938 en diversos atemptats;

- el 6 de juliol, dues bombes col·locades en bidons de llet exploten en ple mercat àrab de Haifa]. La multitud ataca els jueus, la policia dispara : vint-i-un àrabs i sis jueus són morts en l'atemptat i l'aixecament;

- una bomba col·locada al carrer mata dos àrabs a Jerusalem el 6 de juliol;

- una bomba col·locada al carrer mata tres àrabs a Jerusalem el 8 de juliol;

- una bomba col·locada en el soc de la ciutat vella de Jerusalem mata deu àrabs el 15 de juliol;

- una bomba col·locada al mercat àrab de Haifa el 25 de juliol de 1938 fa quaranta-cinc morts (balanç britànic; l'Irgun pensava que els britànics van reduir el balanç per calmar la multitud àrab. Una investigació interna de l'Irgun dona 70 morts);

- l'últim gran atemptat del camp de 1938 és comès el 26 d'agost: una bóta de dinamita explota en el soc de Jaffa i fa vint-i-quatre morts.

En termes de seguretat la campanya d'atemptats de 1938 va rellançar la violència àrab, i el nombre de jueus morts durant aquest període augmenta espectacularment : cinquanta per mes entre juliol i octubre, contra set per mes en el transcurs dels nou mesos precedents (on la Gran Revolta àrab es calmava).
Al començaments de 1939, després d'informacions sobre una revisió de la política palestina del Regne Unit en un sentit pro-àrab (confirmada llavors pel Llibre Blanc), l'Irgun reactivació les seves accions. Així són matats a l'atzar vint-i-set àrabs als carrers de Haifa, Tel-Aviv i Jerusalem, el 27 de febrer de 1939, el que comporta les felicitacions de Jabotinski : 
| « | la seva resposta a les manifestacions de victòria dels enemics de l'Estat jueu ha produït un efecte enorme i positiu | » |

La utilització de la violència contra els civils àrabs és àmpliament condemnada pel Yixuv, i aïlla la dreta nacionalista, l'Irgun i Jabotinski.

### El Llibre blanc de 1939
El maig de 1939, els britànics publiquen un tercer Llibre Blanc sobre Palestina, resposta política a la «Gran Revolta àrab de 1936-1939 al mandat de Palestina» 
Posen quasi fi a la immigració jueva : «No es pot negar que la por a una immigració jueva indefinida és àmpliament escampada en els rangs de la població àrab i que aquesta por ha fet possibles aquests trastorns». Des de llavors, «la immigració serà mantinguda en el transcurs dels cinc pròxims anys tant com la capacitat econòmica d'absorció del país ho permetrà, a una taxa que portarà la població jueva a aproximadament el terç de la població total […;] al final del període de cinc anys, cap immigració jueva ja no serà autoritzada, llevat que els àrabs de Palestina estiguin disposats a consentir-ho».
Consideren (de manera vaga) un Estat unitari a Palestina per a 1949, Estat per força amb majoria àrab : «El govern de Sa Majestat [té el] desig […;] de veure establir-se finalment un Estat de Palestina independent». «Si, en el terme de deu anys, es verifica que la independència hagi de ser ajornada, el govern britànic consultarà els habitants de Palestina, el Consell de la SDN».
Finalment, diu el Llibre blanc, «El govern de Sa Majestat declara avui sense equívoc que no està de cap manera en les seves intencions transformar Palestina en un Estat jueu».
És de manera potencial la fi de les esperances sionistes.
Fins llavors, el sionisme revisionista havia criticat el mandat britànic, no bastant favorable als Jueus. Però quedava com a aliat del Regne Unit. El Llibre Blanc canvia totalment la situació. A aquesta nova situació política cal afegir-hi l'arrest de la nova direcció de l'organització, David Ratziel, el seu comandant.
«Després de la detenció de Raziel, Hanoch Kalai, el seu adjunt, va ser nomenat comandant a cap. Avraham Stern, que era llavors a Polònia, torna a Palestina i és anomenat al capdavant del departament de la informació. Els altres membres del quarter general conserven els seus llocs. En el moment de la primera reunió del quarter general dirigit per Kalai, es va decidir de llançar un segon front contra l'administració britànica, en represàlies contra la publicació del Llibre blanc. Conforme als procediments de l'Irgun, el comandant a presó no va ser consultat, i Raziel no va participar en el procés de decisió ». De fet, sota l'impuls de l'Stern que va prendre […;] una influència preponderant sobre l'organització, s'ataquen centrals telefònics, esclaten bombes a les oficines de correus de Jerusalem i a la ràdio nacional. «Tres policies britànics i dos jueus, acusats de servir d'auxiliars, són assassinats».

## L'alto el foc de l'Irgun(1939-1944)
En setembre de 1939 esclata la Segona Guerra Mundial, entre l'Alemanya nazi d'un costat i l'aliança franco-britànica de l'altre.
«El 31 d'agost de 1939, l'estat major de l'Irgun és convocat per a una sessió especial a Tel-Aviv. En el transcurs de la reunió, el CID (Departament d'Investigació Criminal), investigadors i policies irrompen a l'habitació. El conjunt de l'estat major és arrestat (Hanoch Kalai, Avraham Stern, Aharon Heichman), així com Haim Lubinsky i Yashka Eliav, que no en són membres. Els presoners van ser portats en principi a la comissaria de policia de Jaffa i més tard a la presó de Jerusalem. Van ser aïllats del món exterior i només l'endemà de la seva detenció van saber que els alemanys havien envaït Polònia i que la guerra havia esclatat ».
Jabotinski, la influència del qual sobre l'Irgun havia esdevingut molt teòrica, empeny a aturar les operacions armades, en nom de la prioritat de la lluita contra el nazisme. Ratziel li dona suport, «Stern i la majoria del comandament s'hi oposen ». L'11 de setembre, a petició de Ratziel, Benyamin Zeroni, que havia pres la direcció temporal de l'organització, publica un document pel qual declara només «amb l'objectiu d'investir un esforç màxim per ajudar la Gran Bretanya i els seus aliats, l'Irgun Zvai Le'umi ha decidit de suspendre totes les activitats ofensives a Palestina ». Un acord formal és finalment signat per Ratziel a la fi 1939. L'organització conclou fins i tot un acord amb els britànics per participar en accions ofensives, en particular en l'àmbit del sabotatge, i el seu cap David Ratziel és mort en combat a l'Iraq, el maig de 1941.
Per honorar aquest acord, el 18 de juny de 1940, després de moltes indecisions, [els britànics alliberen] Stern i els quatre altres comandants de l'Irgun. Se'n penediran ».
Jabotinski va aprovar l'acord. Mor d'una crisi cardíaca als Estats Units el 4 d'agost de 1940. Amb ell desapareix el cap carismàtic de la dreta nacionalista sionista.

### L'escissió del «grup Stern» (1940)

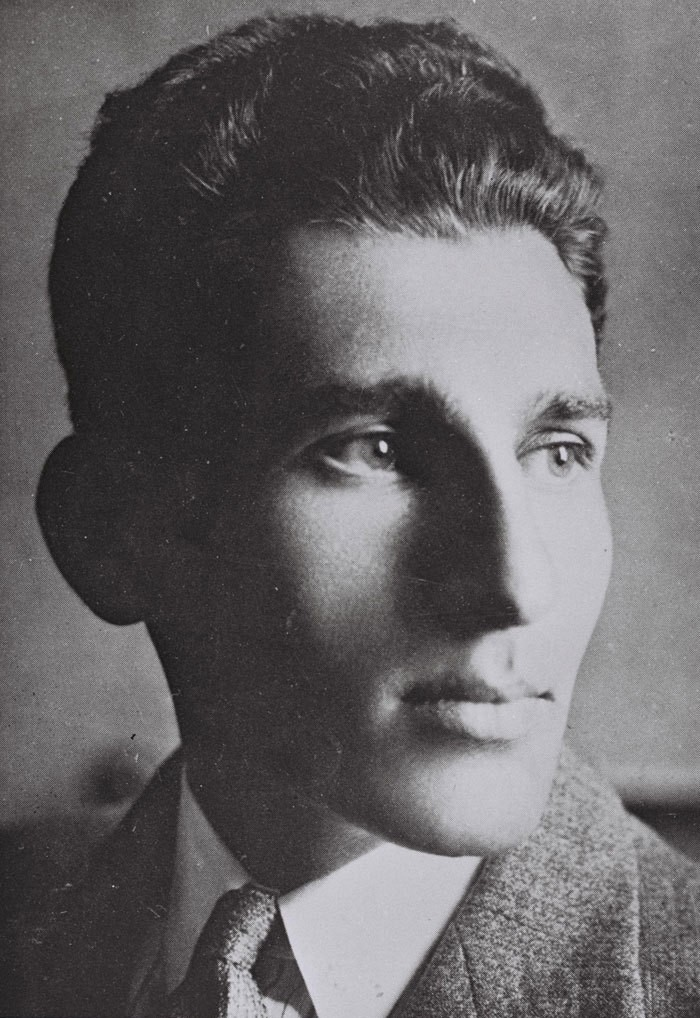
Avraham Stern, creador de lIrgun Tsvai Leumi beIsrael

L'oposició a la treva havia estat majoritària al si del comandament de l'Irgun. Avraham Stern (Yair) discuteix aquesta tria de Jabotinski i Ratziel. Considera que l'amenaça de desaparició de la «llar nacional jueva» prevista pels britànics pel Llibre Blanc de 1939 (un Estat palestí amb minoria jueva havia de ser creat el 1949) és més greu que el perill nazi.
Avraham Stern i la resta de l'estat major són alliberats pels britànics el 18 de juny de 1940, unint-se a David Ratziel alliberat l'octubre de 1939. L'enfrontament entre les diverses faccions és cada cop més tens, i té com a objecte dues temàtiques: l'oposició a la treva, i la ruptura amb el partit revisionista, de la qual és partidari Stern, que troba aquest últim excessivament moderat. «Immediatament després del seu alliberament, l'estat major va mantenir una reunió tempestuosa a Tel-Aviv. El principal afrontament va tenir lloc entre Avraham Stern (Yair) i David Raziel […;]. Stern i els seus camarades van fer valer que l'Irgun havia de sortir de la seva dependència respecte al Partit revisionista, i determinar per ell mateix el seu futur polític. En la seva opinió, els dirigents del moviment revisionista […;] [que donen suport a la treva] traven la lluita contra els britànics basant-se en la seva preocupació per a la supervivència del seu partit. […;] Stern va fer valer que la lluita contra els britànics hauria de prosseguir, fins i tot si la Gran Bretanya estava en guerra amb Alemanya. En la seva opinió, mentre els Britànics dirigissin Palestina, serien els principals enemics i haurien de ser fets fora del país. Per a Raziel, al contrari, els alemanys eren els enemics jurats del poble jueu […; i] els britànics aliats en la guerra contra Alemanya. […;] El 17 de juliol de 1940, Avraham Stern es va escindir. […;] L'escissió va tenir un efecte devastador sobre l'Irgun i va estar acompanyat de recriminacions mútues. Molts oficials i membres es van retirar ».
L'organització que Stern crea amb els seus partidaris es dirà en principi « Irgun Tsvai Leumi beIsraël », més tard reanomenat « Lohamei Herut Israel » (« Combatents per a la llibertat d'Israel») o Lehi. Els Britànics l'anomenaran « Stern gang » traduït al català per « grup Stern». L'organització intenta de posar-se en contacte amb els alemanys, en nom de la diferència entre l'«adversari» (Alemanya), preferible a « l'enemic» (els britànics que impedeixen l'Estat jueu).
L'escissió de l'Irgun pren a la pràctica diversos mesos, certs militants vacil·len entre l'Irgun (i la seva política d'alto el foc) i els partidaris de Stern. El recorregut de Yitshaq Xamir és així revelador. En contacte amb el grup Stern des del començament, ell «no arriba a prendre partit per aquest grup. Durant mesos, oscil·larà entre els dos camps rivals, sense introduir-se ni en un ni en l'altre. És només a la primavera 1941 que Shamir s'incorpora al grup Stern, després del fracàs de les […;] primeres temptatives de contacte amb l'Eix ». Hostil als britànics, sense retrocedir davant la violència (dirigia la 8a companyia de l'Irgun de Tel-Aviv, i estava doncs molt implicat en els atemptats antiàrabs), però pragmàtic i poc interessat pels grans debats ideològics, hauria estat molt de temps rebutjat per l'exaltació de Stern. Marius Schattner anota només «l'extremisme de Yair el rebutja».
La nova organització atreu al principi molts militants, ja que l'hostilitat cap a la nova política britànica era gran al si de l'Irgun. Es lliura a atemptats contra els britànics o jueus «col·laboradors», però sense gran èxit. «El grup no compta més que un centenar de membres al final de l'estiu 1941, contra diversos centenars el 1940. Gairebé tots els quadres dirigents, uns després dels altres, van abandonar un cap que havia donat proves d'una incapacitat flagrant en l'àmbit de l'acció directa, i amb una estratègia que era una aliança amb l'eix que va fallar de totes totes ». L'organització és llavors «en plena deliqüescència». El grup Stern és finalment quasi desmantellat a la fi de 1941 i principis de 1942 i entra en un període letàrgic. Els responsables són morts (Stern) o a presó (Shamir).

### La presa de possessió de Menahem Begin (1943)

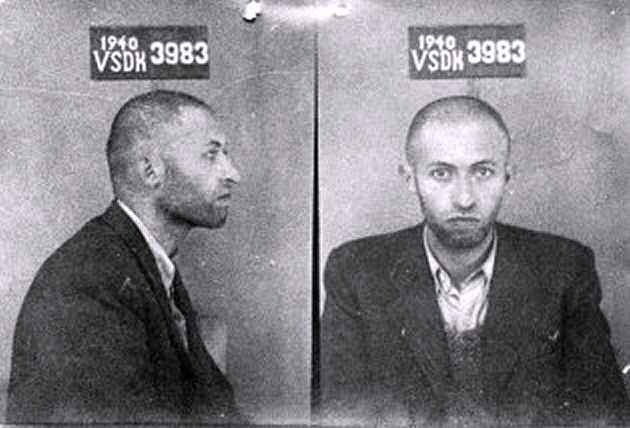
Menahem Begin el 1940, en el moment de la seva detenció per l'NKVD 3 anys abans de la seva emigració cap a Palestina.

Yaakov Meridor reemplaça Ratziel després de la mort d'aquest el maig de 1941.
Però els temps són difícils per a l'Irgun. L'organització no és un partit polític, i no existeix més que per a la lluita armada. L'alto el foc li treu la seva raó de ser. De més, l'escissió amb el Stern l'ha debilitat : «A l'estiu 1943, la moral és tan baixa que es qüestiona de dissoldre l'organització ».
És en aquesta data que l'antic dirigent del Betar de Polònia, Menahem Begin, que acaba de deixar l'exèrcit polonès fidel al govern de Londres, reprèn la direcció de l'Irgun. «A mig camí entre Jabotinski i Stern, espera perseguir els objectius tradicionals amb el moviment revisionista per una violència controlada. No combat tant contra Anglaterra, sinó contra el Llibre blanc ».
«El desembre de 1943, Begin és escollit comandant de l'Irgun Zvai Le'umi en Érets Yisrael. Va crear un nou estat major, que comprenia Aryeh Ben Eliezer, Eliyahu Lankin i Shlomo Levi-Lev Ami (Levi era l'únic que havia estat membre de la direcció precedent). En el moment de la seva primera reunió, l'estat major va adoptar dues resolucions importants : la primera era que la lluita armada contra el govern mandatari britànic havia de ser llançada sense retard, i el segon que l'Irgun devia separar-se del partit revisionista i determinar la seva pròpia via ». Tres anys i mig després, l'Irgun adoptava el programa de Stern, per bé que en circumstàncies diferents, quan la victòria aliada sobre Alemanya esdevenia molt probable. Aquest acostament no permet d'altra banda posar fi a l'escissió de 1940, cada organització continuant estant gelosa de la seva autonomia.

## Represa de la lluita armada contra els britànics (1944)
El febrer de 1944, l'Irgun considera que la guerra és ara guanyada pels Aliats, i que el problema prioritari torna a ser el projecte britànic contra la «Llar nacional jueva». El rebuig dels britànics de deixar entrar a Palestina els jueus que fugen d'Europa és particularment criticat : «En la nit de l'1 al 2 de febrer de 1944, apareixen cartells a les localitats jueves de Palestina on es pot llegir: "no hi pot haver de treva entre el poble hebreu […;] i l'administració britànica a Palestina, que lliura els nostres germans a Hitler. Guerra al poder britànic. Guerra fins al final"! ».
És la primera vegada que els revisionistes ataquen de manera seriosa els britànics (a part d'alguns atemptats el 1939). La temptació existeix des del començament dels anys 1930 (vegeu Sionisme revisionista), quan els britànics van començar a prendre distància amb els projectes sionistes i a frenar la immigració jueva. Però Jabotinski i després la guerra havien impedit que es passés a l'acció.
El 12 de febrer i després el 27 de febrer de 1944, s'apunta a locals de l'administració, però sense fer morts. El 23 de març, cinc policies i un membre de l'Irgun són morts en el moment d'atacs contra els centres del CID (Central Intelligence Department). Malgrat una insatisfacció creixent de la població jueva de Palestina contra la política anglesa, els atemptats són condemnats per les instàncies oficials del sionisme (l'agència jueva, la Histadrut), però també per l'opinió pública jueva.

### L'estació (1944-1945)

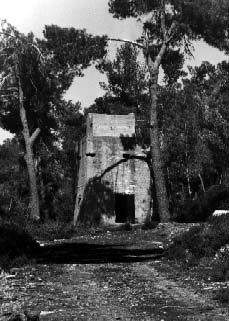
Un lloc d'internament secret de l’Haganà, durant «l'estació».

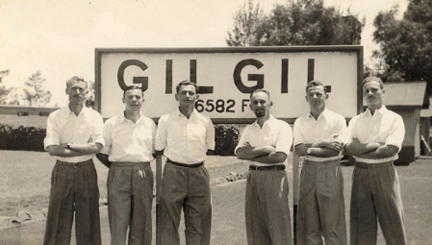
Presoners de l'IZL al camp de Gil Gil Kenya, cap a 1945.

Des de l'abril de 1944, David Ben-Gurion amenaça de reprimir l'Irgun amb l’Haganà. Davant l'augment de les accions de l'IZL, llança finalment el 26 de novembre de 1944 «l'estació de la caça dels terroristes», que quedarà als llibres d'història amb el nom de « l'estació». Aquell dia, fa adoptar per la Histadrut un programa en quatre punts que preveu la col·laboració amb els britànics en l'acorralament dels «terroristes».
L'Agència jueva forneix els britànics amb 700 noms de sospitosos. «Diverses desenes seran capturats pels equips especials de la Haganà, i sotmesos a interrogatoris severs, acompanyats de vegades de sevícies. L'Irgun i el Lehí hauran d'interrompre les seves operacions fins al final de la Segona Guerra mundial. És llavors que Begin fa una tria capital «[…;] prohibint als seus homes de lliurar-se a represàlies ».
L'«estació» és un èxit per a la Haganà. Molts caps i militants de l'Irgun són a la presó (aquests presoners són bastant sovint enviats a l'Àfrica, com ara a Eritrea o a Kenya), per bé que Begin va aconseguir escapolir-se'n. Però l'actitud britànica continua sent inflexible pel que fa als refugiats jueus que els exèrcits aliats alliberen de l'ocupació nazi. Tota entrada a Palestina els resta prohibida, i la còlera creix en el Yixuv. La col·laboració amb els Britànics esdevé doncs cada vegada més impopular, «incloent-hi aquells encarregats de la seva execució ». L'«estació» és ajornada al començament de l'estiu 1945. L'Irgun pot respirar i reorganitzar-se.

### El Moviment de la revolta hebraica (1945-1946)

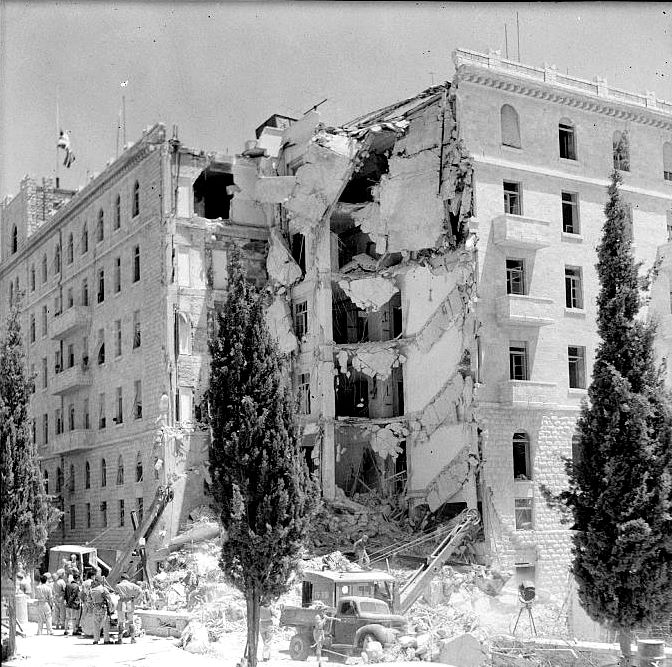
L'Atemptat a l'Hotel King David, el 22 de juliol de 1946.

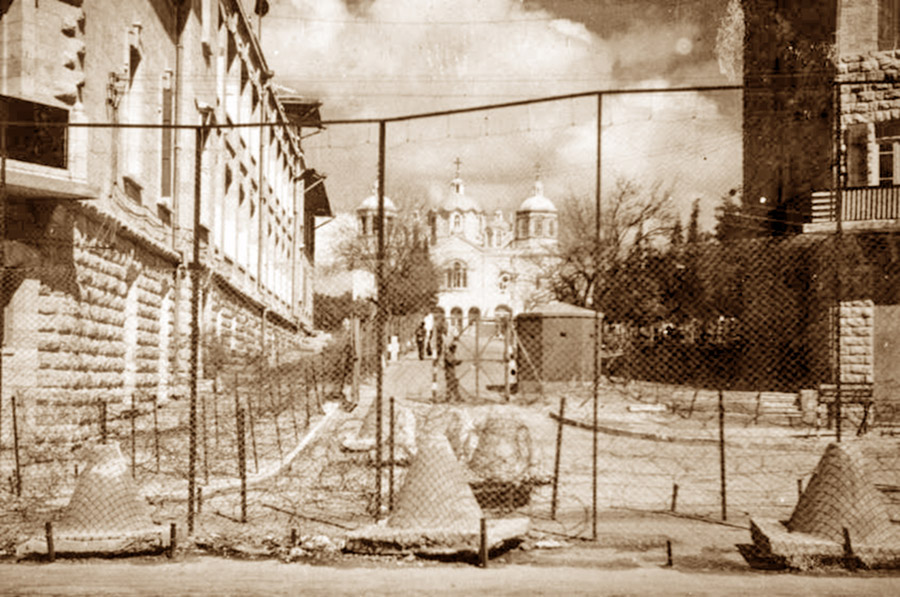
«Bevingrad», la zona fortificada britànica de Jerusalem, protegida contra els atemptats.

« El 1r octubre de 1945, Ben Gurion adreça des de París un telegrama ultrasecret al comandament de la Haganà a Palestina, on li ordena d'iniciar la lluita contra el poder mandatari. A la Haganà se li confia una doble missió : assegurar manu militari el desembarcament dels immigrants clandestins a Palestina, i perpetrar actes de sabotatge calculats per produir el màxim d'efecte causant un mínim de pèrdua ».
D'octubre de 1945 a juliol de 1946, la Haganà, el Lehi i l'Irgun creen un «Moviment de la revolta hebraica», dirigit per un « comitè X» controlat per la Haganà.
L'entrada de la Haganà i dels seus milers de combatents (en particular els 2.000 d'elit del Palmah) dona una nova amplitud a la lluita. Els sabotatges es multipliquen. El 1r de novembre, la Haganà fa saltar pels aires la línia de ferrocarril en 153 punts diferents.
Londres reacciona augmentant els efectius de l'exèrcit a 80.000 homes el desembre de 1945 (el 1947 seran 100.000), o sigui un soldat per a sis civils jueus, nens inclosos).
El 27 de desembre de 1945, deu policies i militars són abatuts en una sèrie de raids del Lehi i de l'Irgun. El 25 d'abril de 1946, el Lehi abat set paracaigudistes britànics (atemptat condemnat per la Haganà).
El 12 de juny, el govern refusa l'entrada de 100.000 refugiats jueus (una recomanació de la comissió anglo-americana).
En els dies que segueixen, els grups armats multipliquen els atemptats. El 22 de juliol de 1946, l'Irgun fa esclatar una bomba a l'Hotel King David que protegeix la secretaria del Govern britànic de Palestina. El recompte deixa 91 víctimes, 28 britànics, 17 jueus i 41 àrabs, la majoria civils. L'atac va ser planificat pel comitè X, però la Haganà va demanar finalment d'anul·lar l'operació de cara a la possibilitat de víctimes civils. L'Irgun va mantenir l'operació. L'atac va ser dut a terme per Yosef Avni, un membre del Betar, que participarà en la Massacre de Deir Yassin del 9 d'abril de 1948, i Yisrael Levi. Un missatge telefònic adverteix el consolat francès i el diari Jerusalem Post 25 minuts abans de l'explosió. Un altre missatge d'advertència és donat a l'hotel poc temps abans de l'explosió, el que negaran molt de temps les autoritats britàniques. L'Irgun reivindica immediatament l'atemptat, afirmant no haver tingut la intenció de provocar morts. Menahem Begin relata aquest episodi en un llibre autobiogràfic aparegut en 1978.
Els moderats de l'Agència jueva i de l'Organització sionista mundial, en particular Chaim Weizmann, feien pressió des d'algunes setmanes per parar les accions armades. Els britànics havien arrestat nombrosos responsables de la Histadrut, de l'Agència jueva (entre els quals Moshe Sharett, el cap del seu departament polític) i de la Haganà. L'atemptat del King David i les seves desenes de morts representa la fi del «Moviment de la revolta hebraica». La Haganà condemna l'atemptat i deixa l'MRH. El Lehi i l'Irgun són de nou aïllats de cara als britànics.
Fins i tot el Partit revisionista, que comparteix tanmateix la mateixa ideologia nacionalista que l'Irgun, pren de vegades les seves distàncies amb certes accions de l'organització.

### Cap a la partició de Palestina (agost de 1946 - novembre de 1947)

Projecte de partició de Palestina, refusat per l'Irgun.

El Lehi i l'Irgun no tenen molts homes : « 4.000 a tot estirar l'IZL, dels quals un miler operacionals, deu vegades menys per al Lehi, però deslliurats de les restriccions que els imposava l'aliança amb la Haganà [que no volia pas o ben poc que hi hagués morts], els dissidents colpiran més fort ».
Després d'una pausa que segueix a l'atemptat contra l'hotel King David (juliol - setembre 1946), les dues organitzacions «llancen la guerrilla urbana l'octubre de 1946. Un centenar de membres de les forces de seguretat britàniques són morts o són ferits en sis setmanes […;]. el 31 d'octubre […;] l'Irgun fa esclatar una bomba a l'ambaixada britànica a Roma ».

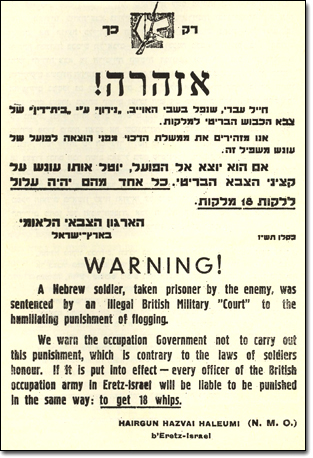
Amenaces de lIrgun després de la condemna al fuet d'un dels seus membres.

Les accions es multipliquen. En «desembre de 1946, un major britànic i tres sergents són fuetejats després […;] que aquesta pena d'un altre temps va ser infligida per ordre d'un tribunal militar, a un jove membre de l'IZL. Per temor que tal afront no es repeteixi, les autoritats renuncien als càstigs corporals ».
El dissabte 1 de març de 1947, «l'IZL llança setze operacions en un dia». Dotze militars són morts al club dels oficials de Jerusalem.

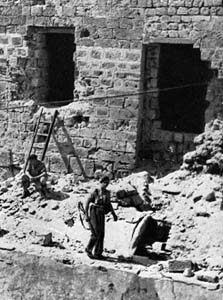
El mur de la presó d'Acre després de l'atac de l'IZL.

El 4 de maig de 1947, 34 combatents de l'IZL, sota l'ordre de Dov Salomon i de Yehuda Apiryon, ataquen la presó d'Acre, principal centre d'internament britànic dels militants armats. Tres atacants són morts i cinc són fets presoners després de la retirada (dels quals tres seran finalment executats el 29 de juliol de 1947), però 28 presos del Lehi i de l'Irgun s'evadeixen, així com 182 presos àrabs. L'amplitud de l'atac i la seva organització són una sorpresa per a les forces britàniques.
La repressió contra les organitzacions armades és severa, però «el Mariscal Montgomery, cap d'estat major imperial, no obtindrà mai carta blanca per desarmar el Yixuv i utilitzar els mateixos mètodes punitius que havien servit per aixafar la revolta àrab en 1936 ».
«Les operacions contra les tropes d'ocupació, cada vegada més audaces, tornen el país ingovernable (…;). Desemparat, Ernest Bevin, [Ministre d'Afers Exteriors britànic] decideix el febrer de 1947 de portar l'assumpte davant l'Onu, no sense esperar un fracàs de les Nacions Unides que permetria la tornada amb força de la Gran Bretanya ».

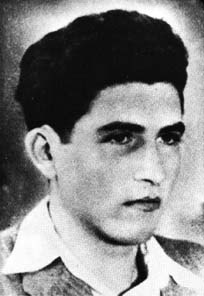
Yaacov Weiss, de lIrgun, penjat el 29 de juliol de 1947.

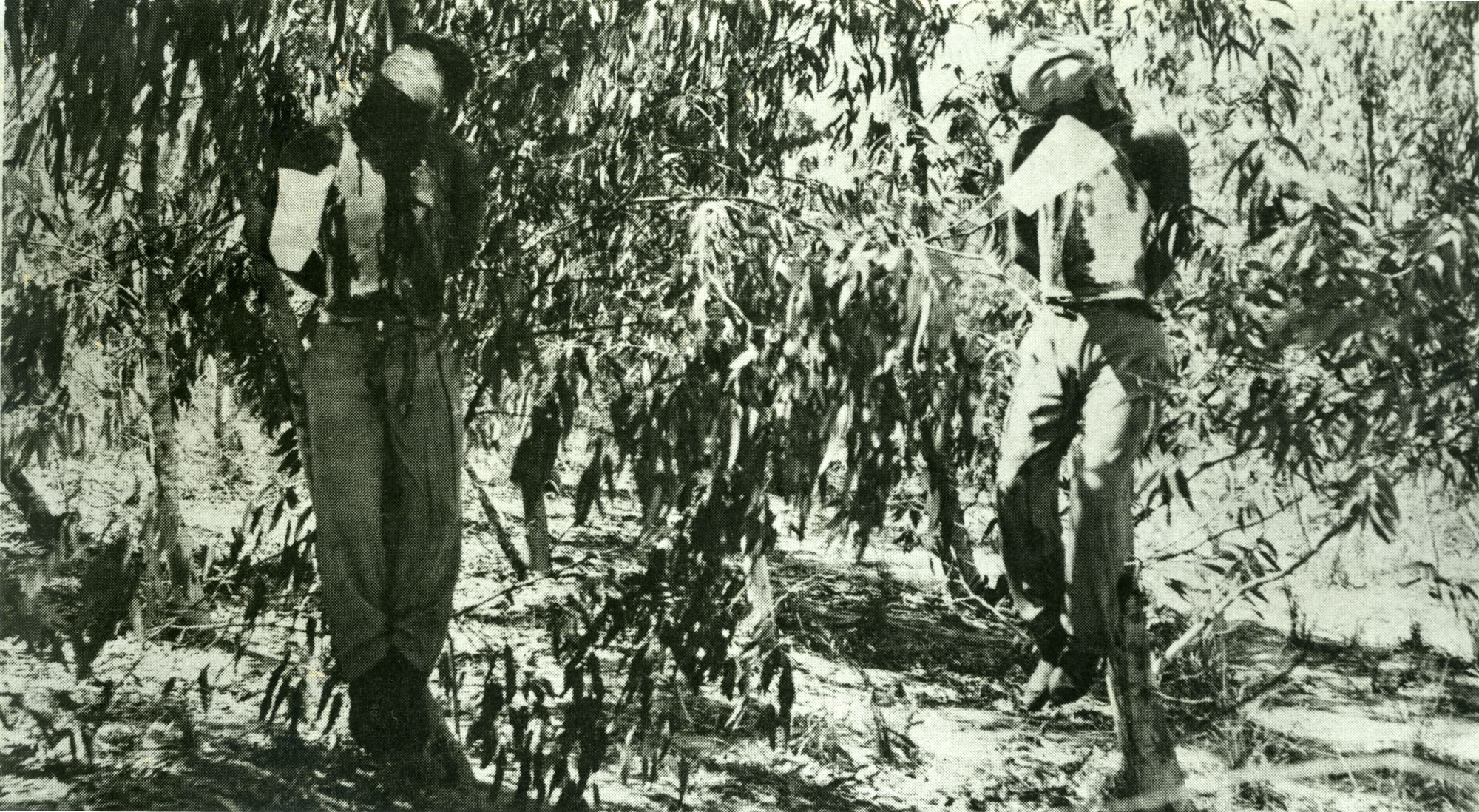
Dos sergents britànics, Clifford Martin i Marvin Paice, capturats per lIrgun i després penjats. 1947.

Es forma una comissió de l'ONU, l'UNSCOM, que proposa un Pla de repartiment de Palestina, finalment adoptat per l'Assemblea General de les Nacions Unides a finals de novembre de 1947. Segons aquest pla, es preveu la creació d'un Estat jueu el 1948, sobre el 55% de l'antic mandat britànic de Palestina.
L'Agència jueva i l'Organització sionista mundial accepten el pla però l'Irgun el refusa. L'IZL no té tanmateix els mitjans per oposar-s'hi, i acaba oficialment les seves operacions l'agost de 1947, quan el pla és adoptat per l'UNSCOM, què el sotmet a l'Assemblea General de les Nacions Unides.
La darrera fase de les operacions de l'IZL (agost de 1946 - agost de 1947) va costar la vida a 141 britànics (338 en total, entre 1944 i maig de 1948). Aquestes xifres són xifres completes, que inclouen les víctimes de la Haganà (bastant poques) i del Lehi. Però l'Irgun és responsable de la majoria de les morts.
Una de les últimes accions de l'Irgun té un gran ressò a Anglaterra on esclaten aixecaments antisemites que apunten a les botigues i a les sinagogues. El 29 de juliol de 1947, tres homes de l'Irgun que havien participat en l'operació contra la presó d'Acre són penjats. «L'endemà, dos sergents britànics presos en tant que ostatges [des del 12 de juliol] són penjats en un bosc d'eucaliptus, prop de Netanya. Una mina col·locada sota els penjats explotarà quan un capità britànic vindrà a desenganxar els cossos [és greument ferit]. En les hores que segueixen, cinc jueus són abatuts per policies britànics ebris de ràbia que metrallen vianants a les palpentes». Time to go (és temps de marxar) escrit al Manchester Guardian.
Pel que fa a l'Irgun, són els últims militants executats. N'hi va haver vuit en total : Shlomo ben Yosef el 29 de juny de 1947, els set altres executats durant els últims afrontaments, el 16 abril i 29 de juliol de 1947. A aquestes execucions s'han d'afegir els homes morts en combats i el suïcidi a presó de Meir Feinstein (el 21 d'abril de 1947) després de la seva condemna a mort.

## Guerra Civil a Palestina (desembre de 1947 - maig de 1948)

### Atemptats contra els àrabs
L'endemà del vot per la partició, el 30 de novembre de 1947, esclaten atemptats i aixecaments antijueus a Palestina i al Pròxim Orient. Desenes de civils jueus són morts. «Els palestins […;] no accepten perdre la meitat de la seva pàtria perquè Occident compleixi amb el seu deute moral envers els Jueus».

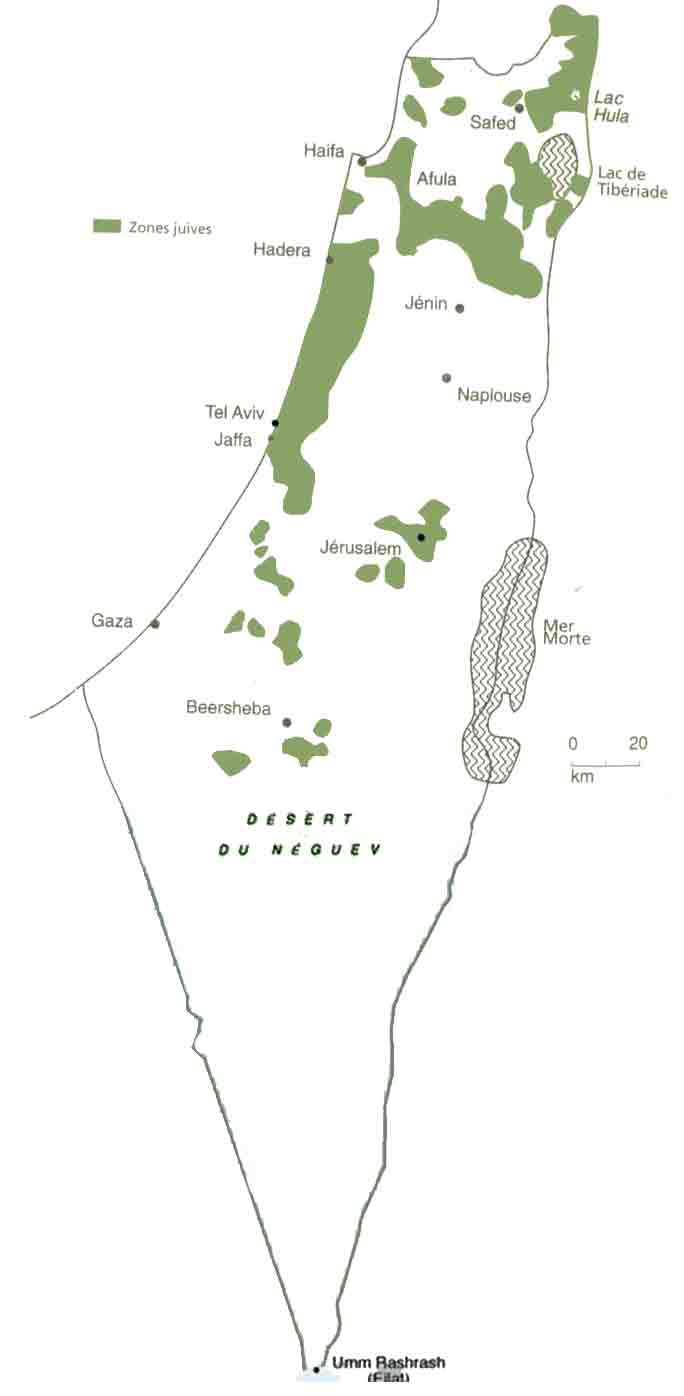
Mapa de les zones jueves al començament de la guerra civil.

En represàlia, l'IZL reprèn els seus atemptats contra els àrabs, atemptats que havien cessat el 1939. El 27 de desembre de 1947, membres de l'Irgun llancen dues bombes enmig d'una multitud d'obrers àrabs davant la refineria de Haifa. Sis són morts. Trenta-nou treballadors jueus són llavors morts pels obrers àrabs en represàlia.

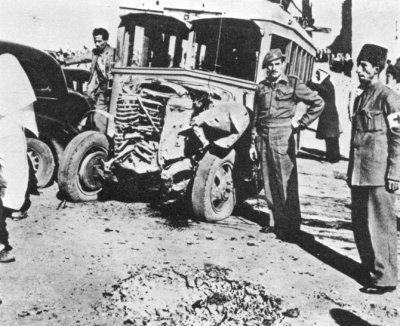
Bus calcinat després d'un atemptat de lIrgun el 29 de desembre de 1947. Set palestins són morts.

El 7 de gener, en una parada de bus, Porta de Jaffa a Jerusalem, quatre membres de l'Irgun llancen una bomba enmig de la multitud àrab i maten 17 persones. Fugen per mitjà d'un cotxe blindat robat als britànics però tenen un accident i han de continuar a peu. Tres són morts pels Britànics i l'últim, ferit, és fet presoner.
Mentre que la Haganah treballa en la constitució d'un exèrcit sòlid, capaç de vèncer els irregulars àrabs i els exèrcits àrabs regulars l'atac dels quals és anunciat per a després de la sortida dels britànics (prevista el 15 de maig de 1948), l'Irgun, amb una grandària més reduïda, es lliura essencialment a atemptats cecs contra la població civil.
A partir d'abril, la Haganà es llança en una sèrie de contra-ofensives de gran envergadura contra els irregulars àrabs, en particular l'Operació Nahshon a la regió de Jerusalem o l'Operació Yiftah a l'alta vall del Jordà Reprenen el control de les vies de comunicacions que enllacen les zones jueves entre elles així com les ciutats mixtes.

### Massacre de Deir Yassin
L'Irgun accepta de coordinar les seves accions amb la Haganà, però només en certa manera
Es comencen a veure aparèixer unitats de diverses desenes d'homes de l'Irgun que operen junts contra pobles àrabs.
És en aquest marc que es produeix la Massacre de Deir Yassin. El 9 d'abril, combatents de l'Irgun i del Lehi ataquen el poble, malgrat l'acord de no-agressió que hom havia signat amb els seus veïns jueus. Mal entrenats en aquest tipus de combat, els atacants tenen cinc morts, 35 ferits, i es retiren. Fan aleshores una crida al Palmah «una secció del qual[…;] reduirà sense problema el principal nucli de resistència. El divendres al migdia, es retira, deixant a càrrec dels combatents de l'Irgun i del Grup Stern la tasca de "passar el rasclet" al poble». Una part de la població és llavors massacrada.
L'Alt comitè àrab parla de 254 víctimes civils. Els historiadors avaluen en general la massacre més aviat entre 100 a 120 morts. Però, fortament mediatitzada, la massacre ha tingut diverses conseqüències. D'una part, ha ancorat definitivament la imatge violenta de l'Irgun. D'altra banda, «encara ampliat per la propaganda àrab, llançarà milers després i desenes de milers de palestins sobre les carreteres de l'èxode ».
Menahem Begin negarà tota massacre, parlant d'una «propaganda mentidera» : «No va ser allò que ha passat a Deir Yassin, sinó més aviat allò que ha estat inventat […;]el que ens ha ajudat a obrir-nos un camí cap a victòries decisives […;] Els àrabs presos de pànic van fugir als crits de « Deir Yassin » ». Les autoritats de l'Agència jueva denuncien fermament la massacre, però no s'endega cap persecució judicial.

### El fracàs de l'atac sobre Jaffa

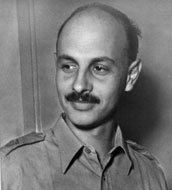
Yigael Yadin, entre 1949 i 1952.

La ciutat de Jaffa va ser atribuïda als àrabs pel pla de repartiment, però es troba al cor de l'Estat jueu.
En resposta a la victòria de la Haganà a Haifa, Jaffa és atacada per l'Irgun el 27 d'abril. Les forces de l'Exèrcit d'alliberament àrab resisteixen als atacants.
En resposta als incidents de Haifa, els britànics, generalment passius, tenen aquesta vegada decidit d'intervenir, i amenacen els jueus amb represàlies si no aturen la seva ofensiva.
Però després de remors de reforç de l'Exèrcit d'alliberament àrab i d'intervenció de la Legió àrab, Yigael Yadin (Haganà') prefereix llançar l'operació Hametz que apunta a encerclar la ciutat.
Els britànics reaccionen bombardejant les posicions de l'Irgun la qual cosa posa fi a l'ofensiva.
La ciutat no caurà fins al 13 de maig en resposta a la sortida dels britànics. En la confusió, entre 50.000 i 60.000 àrabs fugiran.

### Accions contra els britànics

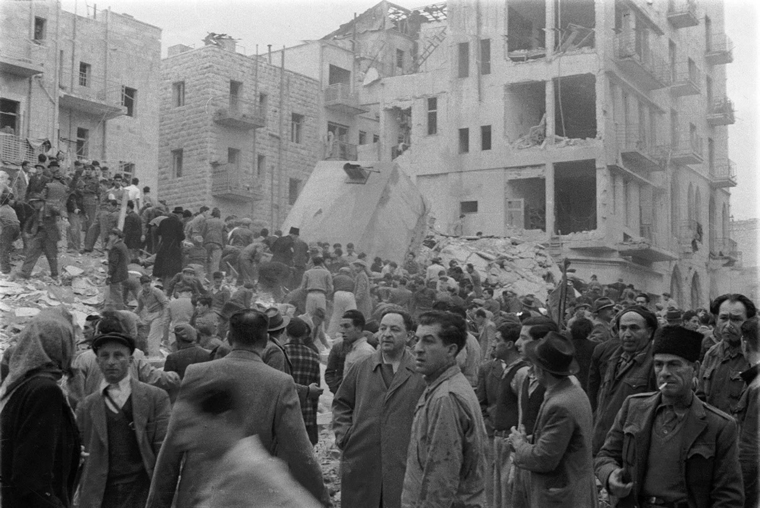
L'atemptat antijueu del carrer Ben Yehouda, causa de les represàlies de l'Irgun.

Durant aquest període que va de les finals de 1947 al 15 de maig de 1948 (sortida dels britànics), l'IZL també va dur a terme accions esporàdiques contra els britànics.
Oficialment, en retirar-se els britànics, l'Irgun hauria de cessar en les seves accions. A la pràctica, considerant que els britànics s'inclinaven més aviat del costat àrab en la guerra civil que es desenvolupava sota els seus ulls entre àrabs i jueus de Palestina, l'Irgun duu a terme accions de represàlies puntuals.
Així, el 22 de febrer de 1948, l'Irgun i el Lehi, en el moment de cinc incidents separats, maten deu britànics i en fereixen greument altre vuit, en resposta a un atemptat àrab amb cotxe bomba al carrer Ben Yehuda a Jerusalem, que costa la vida a més de 60 jueus i en el qual eren implicats dels desertors britànics al servei d'Hadj Amin Al-husseini. Hi haurà, fins a la retirada dels britànics, altres atemptats de l'Irgun contra aquests últims.

## La desaparició de l'Irgun
El 14 de maig, es proclama la independència d'Israel, i l'Agència jueva es transforma en govern provisional. Les tropes estrangeres (egípcies, transjordanes, iraquianes, sirianes i libaneses) penetren a Palestina. Els combats esdevenen combats d'infanteria clàssics, on les antigues pràctiques de guerrilla urbana i d'atemptats ja no tenen raó de ser. L'Irgun accelera la seva evolució cap a estructures més àmplies, més ben adaptades al combat d'infanteria. Hi obté certs èxits, limitats per la manca de combatents.
Així a Jerusalem, el 21 de maig, una columna egípcia arriba a Betlem després d'haver travessat el Nègueb i haver passat per Beerxeba. El 22 de maig, metralla els ravals sud de Jerusalem. «Es desenvolupen combats sagnants […;] al sud, contra les forces combinades de la Legió i de la 4a brigada egípcia, pel control del quibuts Ramat-rachel que comanda l'accés de la nova ciutat. Cinc vegades pres i reprès, el quibuts acabarà per restar a mans dels homes de l'Irgun ».
El 26 de maig de 1948, es creen oficialment les Forces de Defensa d'Israel (l'exèrcit israelià), que absorbeixen immediatament la Haganà.

### La integració de l'Irgunal si deTsahal(1 de junyde1948)
Menahem Begin, en virtut d'un acord signat el 9 d'abril amb l'Agència jueva «es va comprometre pel 1r de juny de 1948 a posar els seus homes i els seus equips a disposició de l'exèrcit israelià en el si del qual els membres de l'IZL (Irgun) constitueixen els seus propis batallons ». El Lehi que s'uneixen ràpidament al Tsahal.
L'Irgun i el Lehi no disposen en aquesta data, respectivament, més de 4.000 i 1.000 combatents. Altres autors, com ara Efraïm Karsh, donen per a l'Irgun xifres inferiors, entre 2.000 i 4.000 homes.
Relativament poc nombrosos, els antics membres de l'Irgun es troben també sota sospita per part del nou govern de David Ben-Gurion per causa de les seves activitats «terroristes» passades i les seves simpaties polítiques de dreta. El nou exèrcit israelià és doncs constituït essencialment al voltant de l'antiga Haganà.

### La dissolució dels batallons de l'Irgun(22 juny de 1948)

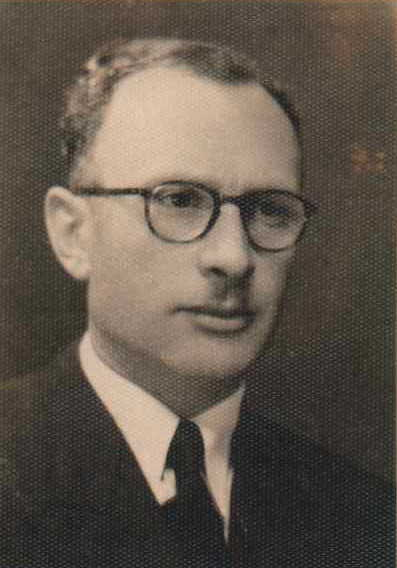
Eliyahu Lankin, oficial de l'IZL

Els batallons específics de l'Irgun no duren més que tres setmanes. En efecte, el govern, i sobretot David Ben-Gurion, no desitjaven ja més que es permetés a les unitats «de dreta» ni «d'esquerra» de continuar existint al si de l'exèrcit (el Palmah, molt a l'esquerra, serà també dissolt).

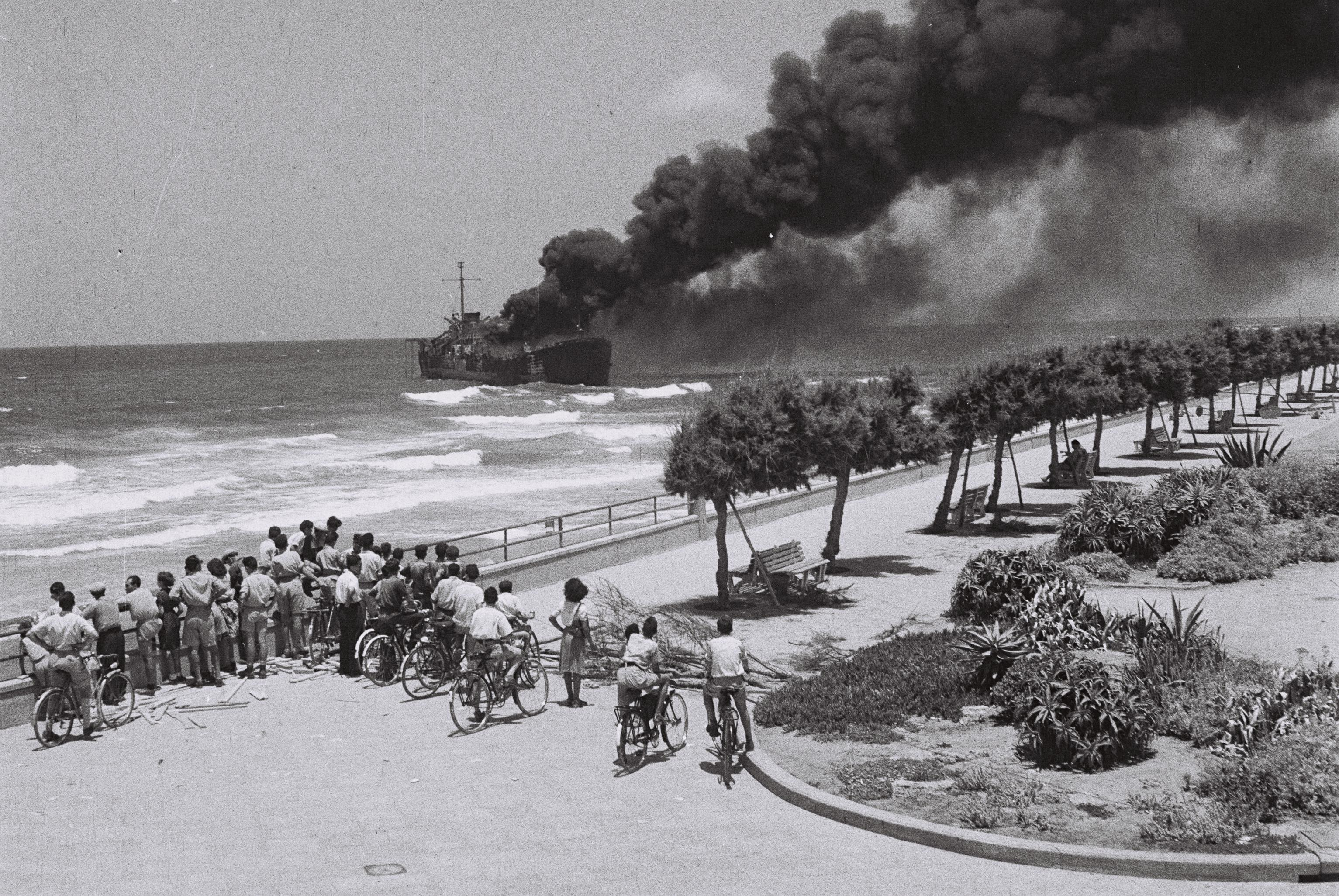
L'Altalena incendiat per les forces del Tsahal, el 22 de juny de 1948.

Les unitats específiques procedents de l'Irgun són dissoltes durant la primera treva israelo-àrab (11 de juny, després de l'incident de l'Altalena, els dies 21 i 22 de juny. Es tracta d'una temptativa de les unitats de l'Irgun al si del Tsahal de procurar-se armes per elles mateixes gràcies a l'Altalena, un vaixell de l'organització. Ben Gurion pren com a pretext aquesta temptativa per denunciar una temptativa facciosa, i fer assaltar el vaixell. En el moment d'aquest, hi ha divuit morts : setze membres de l'Irgun i dos soldats del Tsahal. «L'endemà del 22 de juny, l'Irgun ha acabat virtualment d'existir com a força militar autònoma, excepte a Jerusalem. Els seus batallons han estat dissolts en l'exèrcit i es dicten ordres de detencions contra alguns dels seus caps ». Els membres de les unitats dissoltes són repartits en les altres unitats de Tsahal.

### Els últims combats i l'operacióKedem(juliol de 1948)

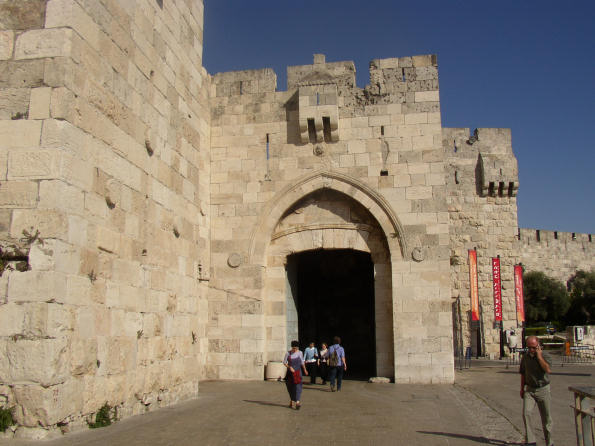
La Porta de Jaffa, un dels eixos de l'ofensiva Kedem.

L'Irgun i el Lehi continuen existint fins al setembre a Jerusalem, ciutat que, segons les previsions de l'ONU haurà de ser separada d'Israel i esdevenir una «zona internacional». Els acords nacionals d'integració d'aquestes organitzacions al Tsahal no s'hi apliquen, doncs.
En el moment de la «guerra dels Deu Dies» (9 de juliol - 18 de juliol de 1948, després de la primera treva, l'Irgun coneix els seus últims combats, però sense èxit. El comandament israelià llança en efecte l'operació Kedem, que tractava de prendre tota la ciutat de Jerusalem, i sobretot la ciutat vella.
Prevista al principi per ser duta a terme per l'Irgun i el Lehi el 8 de juliol, just després de la primera treva, l'operació Kedem és duta a terme per David Shaltiel, comandant de Jerusalem. En efecte, això posa en dubte les seves oportunitats d'èxit. El 9 d'abril, aquests grups havien fracassat en efecte a capturar el poble mal defensat de Deir Yassin sense l'ajuda de la Haganà.
El pla d'atac preveu que les forces de l'Irgun, comandades per Yehuda Lapidot («Nimrod»), han d'entrar per la porta Bab al Jedid (la Nova Porta), el Lehi passant pel mur, partint de Bab al Jedid i per la porta de Jaffa, finalment el batalló Beit Hiron passant pel mont Sion.
La batalla és finalment prevista per començar al Sàbat, el divendres 16 de juliol a les 20 hores, un dia abans del segon alto el foc. Tanmateix l'organització va malament i l'operació és portada a terme a les 23 hores, i després a mitjanit, per a, al cap i a la fi, començar a les 2 h 30 de la matinada. L'Irgun aconsegueix a obrir-se camí per la porta Bab al Jedid, però els altres escamots fracassen en els seus objectius. A les 5 h 45, David Shaltiel és obligat a ordenar el cessament de les hostilitats i replegar les seves tropes. Una nova treva entra en vigor el 18 de juliol, i els combats paren.

### Dissolució de les unitats de l'Irgunde Jerusalem (setembre de 1948)

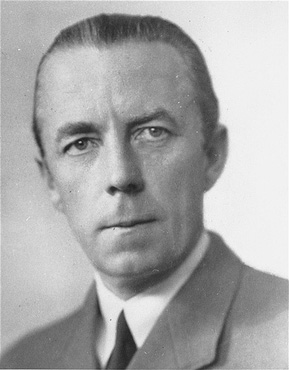
Folke Bernadotte. El seu assassinat pel Lehi arrossega la dissolució de l'Irgun.

Durant aquesta segona treva, el 16 de setembre, Folke Bernadotte, mediador de les Nacions Unides, proposa un nou pla de repartiment de Palestina, en el qual la Transjordània annexaria les zones àrabs que comprenen el Nègueb, Ramla i Lod. Aquest pla preveu igualment un Estat jueu que ocupi la totalitat de Galilea, que Jerusalem passi a control internacional i la repatriació (o indemnització) dels refugiats. El pla és refusat pels israelians i pels àrabs.
L'endemà, 17 setembre, Bernadotte és assassinat pel Lehí a Jerusalem, perquè considera que les seves posicions són massa pro-àrabs. En 24 hores, més de 250 membres del Lehí són interpel·lats a tot el país. En resposta a aquest assassinat, el govern va fer prohibir l'Irgun i el Lehi per la Prevention of Terrorism Ordinance, el 23 de setembre de 1948 Encara que se sabés que no havien estat implicats en el crim. L'empresa d'integració del Lehi i de l'Irgun al Tsahal, àmpliament començada des del començament juny, reforçada durant la primera treva, és doncs acabada amb el segon.

## El pas a l'acció politica
Menahem Begin accepta sotmetre's a la llei del nou govern provisional. Pren bona nota de la dissolució de l'Irgun, i crea a finals de 1948 el partit Herut («llibertat») que és dirigit per antics membres de l'Irgun, i que reprèn l'essència de la seva ideologia.
El Partit revisionista, poc actiu des de la mort de Vladimir Jabotinski el 1940, és igualment absorbit pel Herut. Però els seus dirigents, de vegades crítics de les accions de l'Irgun entre 1944 i 1948, són mantinguts al marge dels llocs claus per Begin.
Durant trenta anys, el Herut, després el seu successor el Likkud es queden aïllats a l'oposició.
Els anys 1950 són particularment tensos, l'oposició entre el Herut de Begin i el Mapai de Ben Gurion arriba al màxim. Aquesta oposició frontal culmina en el moment del debat sobre les reparacions alemanyes i en el moment de l'assumpte Kastner, antics membres de les organitzacions armades (Irguni Lehi) tornen fins i tot als mètodes violents de les seves antigues organitzacions.

### Les reparacions alemanyes

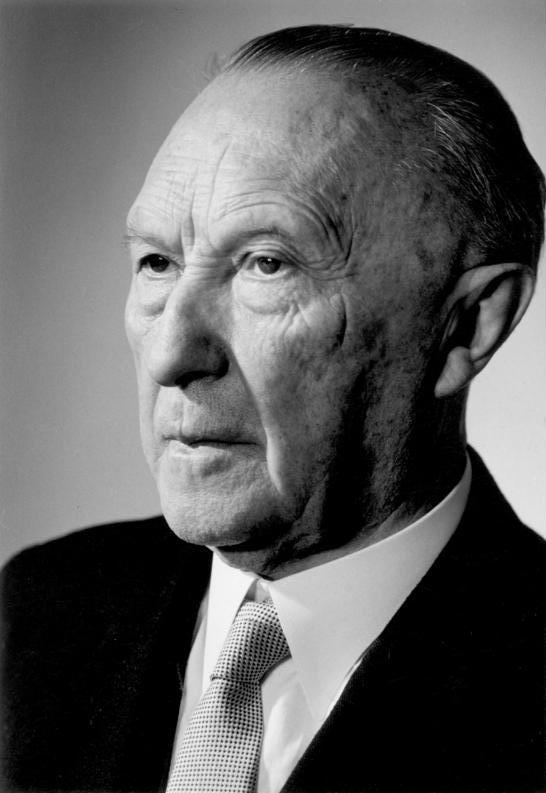
Konrad Adenauer el 1952.

El Herut denuncia en termes extremadament violents l'acord sobre les reparacions aprovat amb l'Alemanya federal el 1952, que considera com una traïció a la memòria de les víctimes del genocidi. Menahem Begin organitza manifestacions violentes, i és d'altra banda exclòs per això durant quinze mesos de la Kenésset (entre 1952 i 1953). Certs militants radicals del Herut intenten fins i tot de cometre atemptats contra els «dons» alemanys.
El 27 de març de 1952, un desactivador de mines alemany és mort per un paquet adreçat per correu al canceller alemany Konrad Adenauer. Algunes setmanes més tard, cinc israelians són arrestats a França, entre els quals Eliezer Sudit, un antic membre de l'Irgun. El 2006, aquest va afirmar que havia tingut «una "trobada secreta" amb Begin, i havia suggerit "una operació que sacsejaria el món i provaria que tots els Israelians no estaven disposats a acceptar diners en expiació de la sang abocada". «La intenció no era atemptar contra Adenauer, però si alertar els mitjans de comunicació internacionals ». La implicació de Begin en l'atemptat no pot tanmateix ser confirmada per una altra font, i és posada en dubte pels seus antics col·laboradors.
En setembre de 1953, Petahia Shamir, cap del Betar israelià (l'organització de joventut de la dreta sionista) és arrestat per haver volgut fer saltar el Ramon, un vaixell mercant donat per Alemanya.
Cap a la mateixa època, Dov Shilansky, antic membre de l'Irgun, futur diputat i ministre del Likkud, futur candidat del Likkud a l'elecció presidencial de 1993 (perd per 53 vots contra 66)), és arrestat per haver volgut dipositar una bomba al ministeri dels assumptes exteriors israelià.
La implicació de Begin no és provada. Però l'esquerra denuncia una tornada als mètodes «terroristes» de l'Irgun, i el risc d'una guerra civil entre jueus.

### L'afer Israel Kastner
Israel Kastner era un membre bastant important del Mapai. Durant la Segona Guerra Mundial, va dur a terme negociacions amb el Tercer Reich, intentant intercanviar la vida de jueus europeus contra el subministrament de camions. Aquestes negociacions van fracassar, però un petit grup de jueus va poder ser evacuat. Kastner va haver d'escollir els que evacuava i, per tant, també els que no evacuava. És sobre aquesta base que Kastner és dut davant la justícia el 1953 per gent propera al Herut. En principi condemnat, és finalment absolt el 15 de gener de 1958 per la justícia.
Però el Herut va conduir una campanya molt violenta contra el Mapai, acusat d'haver traït els Jueus d'Europa. Kastner és assassinat el 3 de març de 1957 (abans de la seva absolució) per tres antics simpatitzants del Lehi. Tenint en compte la seva campanya, el Herut és considerat almenys moralment responsable per a una part de l'opinió pública.

### L'accessió al poder

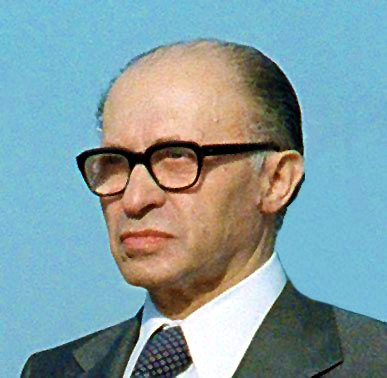
Menahem Begin el 1978, després de la seva accessió al poder com a primer ministre.

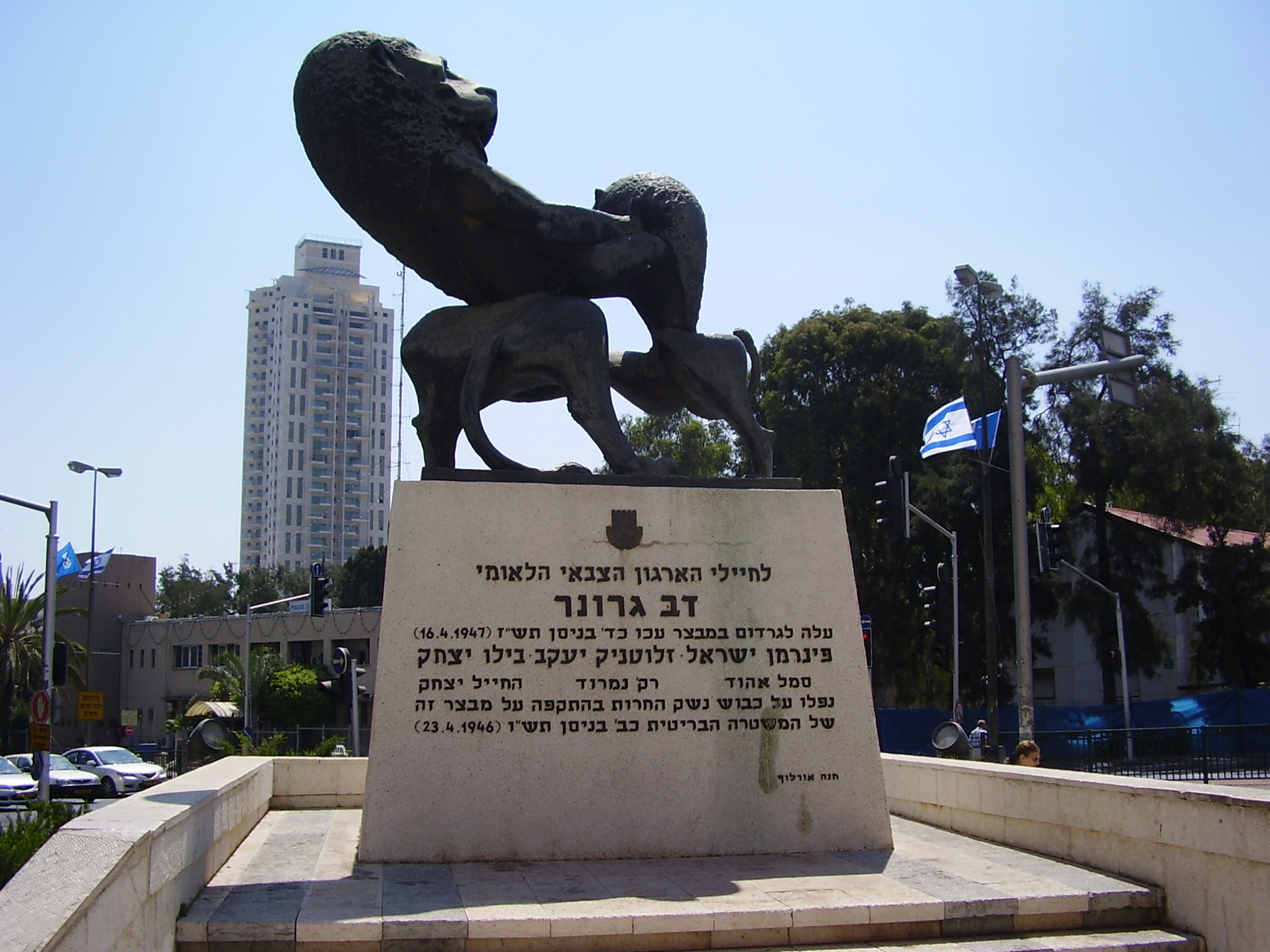
Memorial de l'IZL, a Ramat Gan.

El Herut dels anys 1950 apareix a ulls de molts israelians com un partit radical, sense aconseguir rompre amb la cultura política heretada de l'Irgun. Els resultats electorals continuen sent doncs modestos.
| Anys        | 1949  | 1951 | 1955  | 1959  | 1961  |
| percentatge | 11,5% | 6,6% | 12,5% | 13,5% | 13,8% |
| escons      | 14    | 8    | 15    | 17    | 17    |
| ----------- | ----- | ---- | ----- | ----- | ----- |

En els anys 1960, el discurs es fa més civilitzat, sobretot després de la sortida del poder de Ben Gurion el 1963, del qual el seu biògraf, Michel Bar-Zohar ha pogut escriure que ell «sap odiar, amb tenacitat, amb passió, fins al final. El seu odi contra els Etzel (Irgun) i el seu cap, Begin, és tenaç ».
El 1965, el Herut s'alia amb el partit Liberal israelià, hereu dels sionistes generals. El vell moviment centrista, aliat històric dels socialistes, se n'ha separat el 1955. Junts, el Herut i el partit Liberal formen la coalició electoral Gahal. La presència dels liberals dona una imatge més moderada a la dreta israeliana.
La nova aliança obté bons resultats electorals, i es consolida com la primera força d'oposició.
El 1967, es produeix la Guerra dels Sis Dies. Poc abans d'aquesta, el Primer Ministre socialista, Leví Eixkol, que no té la mateixa hostilitat per a Menahem Begin que David Ben-Gurion, convida el Herut a participar en la coalició governamental. El Herut accepta, i es queda al govern fins a 1970, obtenint així una respectabilitat nova. Deixa el govern per hostilitat pel que fa al pla de pau americà, l'anomenat Pla rogers, que el govern israelià no havia rebutjat.
El 1977, el Likkud guanya les eleccions, i Menahem Begin esdevé primer ministre. Conforme a la ideologia nacionalista tradicional del moviment revisionista des de la seva creació en 1925, els hereus de l'Irgun llancen un programa d'assentaments jueus de gran envergadura als territoris palestins ocupats després de la Guerra dels Sis Dies, per tal de fer coincidir les fronteres de l'Estat d'Israel amb les de d'Érets Yisrael. Jordània, la legitimitat de la qual en tant que Estat àrab implantat sobre la part oriental d'Érets Yisrael va ser molt de temps discutida, ja no serà tanmateix mai més qüestionada, la qual cosa implica, de fet, una revisió de la definició territorial d'Érets Yisrael defensada per l'Irgun.